# 대한민국의 리 목록 (아)
다음은 대한민국의 리 목록이다. 이 목록은 법정리 기준으로만 작성되었다.

## 아
| 리명     | 소재지 |
| -------- | --- |
| 아리     | 강원특별자치도 화천군 화천읍 |
| 아곡리   | 경기도 용인시 처인구 남사읍 충청북도 보은군 내북면 전북특별자치도 남원시 아영면 전라남도 장성군 황룡면 경상북도 영덕군 병곡면 경상북도 칠곡군 왜관읍 |
| 아근리   | 경상남도 의령군 낙서면 |
| 아동리   | 전북특별자치도 군산시 개정면 |
| 아막리   | 경상남도 합천군 초계면 |
| 아미리   | 경기도 연천군 미산면 경기도 이천시 부발읍 |
| 아사리   | 경상북도 경산시 진량읍 |
| 아산리   | 충청남도 아산시 영인면 충청남도 청양군 청남면 전북특별자치도 군산시 개정면 경상남도 남해군 남해읍 |
| 아성리   | 충청북도 괴산군 소수면 |
| 아시리   | 충청북도 보은군 산외면 |
| 아신리   | 경기도 양평군 옥천면 |
| 아암리   | 충청북도 영동군 학산면 |
| 아야진리 | 강원특별자치도 고성군 토성면 |
| 아인리   | 충청남도 금산군 금산읍 |
| 아지리   | 경상남도 창녕군 남지읍 |
| 아차도리 | 인천광역시 강화군 서도면 |
| 아찬리   | 충청남도 당진시 순성면 |
| 아천리   | 전라남도 영암군 금정면 경상북도 상주시 이안면 경상남도 합천군 대양면 |
| 아호리   | 충청남도 논산시 부적면 |
| 아화리   | 경상북도 경주시 서면 |
| 안리     | 경상남도 창녕군 이방면 |
| 안간리   | 경상북도 김천시 부항면 경상남도 진주시 미천면 |
| 안강리   | 경상북도 경주시 안강읍 |
| 안계리   | 경상북도 경주시 강동면 경상남도 하동군 옥종면 경상남도 합천군 쌍백면 |
| 안곡리   | 전라남도 나주시 문평면 경상북도 구미시 무을면 경상남도 김해시 한림면 |
| 안교리   | 경상북도 안동시 풍산읍 |
| 안궁리   | 충청남도 천안시 서북구 성환읍 |
| 안금리   | 경기도 여주시 가남읍 경상남도 합천군 대양면 |
| 안기리   | 충청남도 태안군 근흥면 |
| 안남리   | 전라남도 고흥군 대서면 |
| 안노리   | 전라남도 영암군 금정면 |
| 안당리   | 충청남도 서천군 마산면 |
| 안대리   | 강원특별자치도 양구군 양구읍 |
| 안덕리   | 전북특별자치도 완주군 구이면 경상북도 포항시 북구 신광면 |
| 안도리   | 전라남도 여수시 남면 |
| 안동리   | 충청북도 단양군 매포읍 전라남도 고흥군 풍양면 전라남도 해남군 해남읍 경상북도 경주시 문무대왕면 |
| 안락리   | 충청북도 충주시 노은면 |
| 안림리   | 경상북도 고령군 쌍림면 |
| 안맹리   | 전라남도 영광군 불갑면 |
| 안법리   | 경상남도 밀양시 단장면 |
| 안보리   | 강원특별자치도 춘천시 서면 충청북도 충주시 수안보면 |
| 안봉리   | 경상남도 산청군 신안면 |
| 안사리   | 경상북도 의성군 안사면 |
| 안산리   | 전북특별자치도 고창군 해리면 전라남도 나주시 노안면 경상북도 청도군 풍각면 |
| 안서리   | 충청남도 부여군 옥산면 |
| 안석리   | 경기도 화성시 남양읍 |
| 안성리   | 전북특별자치도 부안군 동진면 전라남도 화순군 동복면 경상남도 창원시 마산회원구 내서읍 경상남도 합천군 묘산면 제주특별자치도 서귀포시 대정읍 |
| 안심리   | 충청남도 논산시 연무읍 충청남도 청양군 목면 전라남도 화순군 이서면 경상북도 경산시 남산면 경상북도 경주시 내남면 경상북도 영주시 안정면 경상남도 하동군 진교면 |
| 안양리   | 충청남도 공주시 우성면 경상남도 김해시 생림면 |
| 안영리   | 충청남도 공주시 탄천면 |
| 안용리   | 경상북도 상주시 이안면 |
| 안의리   | 강원특별자치도 삼척시 신기면 |
| 안인리   | 강원특별자치도 강릉시 강동면 경상북도 청도군 청도읍 경상남도 밀양시 상동면 |
| 안인진리 | 강원특별자치도 강릉시 강동면 |
| 안전리   | 경상남도 진주시 문산읍 |
| 안정리   | 경기도 평택시 팽성읍 충청북도 영동군 용화면 전북특별자치도 순창군 구림면 경상북도 의성군 안계면 경상남도 통영시 광도면 |
| 안중리   | 경기도 평택시 안중읍 |
| 안창리   | 강원특별자치도 원주시 지정면 |
| 안천리   | 충청남도 논산시 부적면 경상북도 영천시 화남면 |
| 안촌리   | 경상북도 경산시 진량읍 |
| 안치리   | 충청남도 예산군 삽교읍 |
| 안태리   | 경상남도 밀양시 삼랑진읍 |
| 안평리   | 부산광역시 기장군 철마면 경기도 이천시 호법면 강원특별자치도 화천군 하남면 전라남도 담양군 무정면 전라남도 장성군 장성읍 경상북도 의성군 봉양면 |
| 안포리   | 전라남도 여수시 화양면 경상북도 성주군 월항면 |
| 안하리   | 전북특별자치도 임실군 지사면 경상남도 김해시 한림면 |
| 안호리   | 충청남도 서산시 운산면 전라남도 해남군 화산면 |
| 안화리   | 경기도 평택시 오성면 경상북도 고령군 쌍림면 |
| 안흥리   | 강원특별자치도 횡성군 안흥면 |
| 암기리   | 경상북도 영천시 화산면 |
| 암산리   | 경기도 이천시 설성면 |
| 암수리   | 충청남도 부여군 양화면 |
| 암전리   | 경상남도 고성군 대가면 |
| 암정리   | 강원특별자치도 철원군 김화읍 전라남도 나주시 다도면 |
| 암천리   | 경상북도 예천군 지보면 |
| 암치리   | 전라북도 고창군 성송면 |
| 압곡리   | 강원특별자치도 횡성군 서원면 전라남도 순천시 서면 경상남도 의령군 궁류면 경상남도 합천군 봉산면 |
| 압동리   | 경상북도 봉화군 물야면 |
| 압량리   | 경상북도 경산시 압량읍 |
| 압록리   | 전라남도 곡성군 오곡면 |
| 압사리   | 경상남도 진주시 지수면 |
| 앙덕리   | 경기도 양평군 개군면 |
| 앙진리   | 경상남도 합천군 청덕면 |
| 애곡리   | 충청북도 단양군 적성면 충청북도 보은군 회인면 |
| 애당리   | 전북특별자치도 정읍시 소성면 경상북도 봉화군 춘양면 |
| 애련리   | 충청북도 제천시 백운면 경상북도 영천시 청통면 |
| 애산리   | 강원특별자치도 정선군 정선읍 |
| 애월리   | 제주특별자치도 제주시 애월읍 |
| 애정리   | 충청남도 서산시 인지면 |
| 애치리   | 경상남도 하동군 횡천면 |
| 앵남리   | 전라남도 화순군 화순읍 |
| 앵무리   | 전라남도 진도군 지산면 |
| 앵성리   | 전북특별자치도 정읍시 영원면 |
| 앵천리   | 충청북도 괴산군 불정면 |
| 야당리   | 충청남도 서산시 인지면 |
| 야동리   | 충청북도 충주시 소태면 |
| 야로리   | 경상남도 합천군 야로면 |
| 야룡리   | 충청남도 보령시 주산면 |
| 야막리   | 경기도 평택시 진위면 전라남도 고흥군 풍양면 |
| 야목리   | 경기도 화성시 매송면 |
| 야미리   | 경기도 포천시 영북면 |
| 야미도리 | 전북특별자치도 군산시 옥도면 |
| 야사리   | 전라남도 화순군 이서면 |
| 야시대리 | 강원특별자치도 홍천군 화촌면 |
| 야월리   | 전라남도 영광군 염산면 |
| 야은리   | 전라남도 장성군 장성읍 |
| 야정리   | 경상북도 고령군 우곡면 |
| 야천리   | 경상남도 합천군 가야면 |
| 야촌리   | 강원특별자치도 고성군 죽왕면 강원특별자치도 양구군 국토정중앙면 충청남도 논산시 가야곡면 |
| 야현리   | 충청남도 보령시 청소면 |
| 야화리   | 충청남도 논산시 채운면 |
| 야흥리   | 전라남도 강진군 작천면 |
| 약곡리   | 전라남도 무안군 몽탄면 |
| 약남리   | 경상북도 영천시 금호읍 |
| 약목리   | 충청북도 영동군 심천면 |
| 약석리   | 경상북도 문경시 산북면 |
| 약성리   | 경상북도 포항시 북구 흥해읍 |
| 약수리   | 강원특별자치도 평창군 평창읍 전라남도 영광군 백수읍 전라남도 장성군 북하면 |
| 약암리   | 경기도 김포시 대곶면 |
| 약전리   | 경상북도 포항시 남구 동해면 |
| 약천리   | 전라남도 곡성군 입면 |
| 양리     | 대구광역시 달성군 유가읍 경상남도 합천군 대병면 |
| 양가리   | 전북특별자치도 남원시 이백면 |
| 양각리   | 전라남도 담양군 담양읍 경상북도 김천시 구성면 |
| 양갑리   | 인천광역시 강화군 교동면 |
| 양거리   | 경기도 여주시 세종대왕면 |
| 양계리   | 전북특별자치도 고창군 성내면 전라남도 영암군 신북면 |
| 양곡리   | 경기도 김포시 양촌읍 충청북도 괴산군 문광면 충청남도 금산군 부리면 충청남도 천안시 동남구 북면 충청남도 홍성군 서부면 세종특별자치시 전의면 전라남도 화순군 춘양면 경상북도 봉화군 명호면 경상북도 의성군 안계면 경상남도 산청군 차황면 |
| 양괴리   | 전라북도 정읍시 신태인읍 |
| 양교리   | 경기도 평택시 오성면 |
| 양구리   | 경상북도 영양군 영양읍 경상남도 하동군 옥종면 |
| 양귀리   | 경기도 여주시 가남읍 |
| 양근리   | 경기도 양평군 양평읍 |
| 양기리   | 경기도 안성시 공도읍 충청남도 보령시 남포면 경상북도 경산시 진량읍 |
| 양길리   | 충청남도 서산시 팔봉면 |
| 양노리   | 경기도 화성시 비봉면 |
| 양당리   | 충청북도 단양군 단성면 충청남도 천안시 서북구 직산읍 |
| 양대리   | 충청남도 천안시 서북구 입장면 |
| 양덕리   | 충청북도 음성군 삼성면 전라남도 영광군 군남면 |
| 양덕원리 | 강원특별자치도 홍천군 남면 |
| 양동리   | 전라남도 보성군 문덕면 경상북도 경주시 강동면 경상남도 김해시 주촌면 경상남도 밀양시 하남읍 |
| 양등리   | 울산광역시 울주군 상북면 |
| 양령리   | 충청남도 천안시 서북구 성환읍 |
| 양림리   | 충청남도 서산시 해미면 경상남도 합천군 적중면 |
| 양막리   | 충청남도 예산군 오가면 |
| 양매리   | 전라남도 무안군 해제면 |
| 양문리   | 경기도 포천시 영중면 |
| 양백리   | 충청북도 진천군 백곡면 경상북도 포항시 북구 흥해읍 경상남도 함양군 백전면 |
| 양범리   | 경상북도 상주시 이안면 |
| 양변리   | 경기도 안성시 미양면 |
| 양복리   | 경기도 안성시 보개면 |
| 양사리   | 충청남도 청양군 비봉면 전라남도 고흥군 영남면 |
| 양산리   | 충청남도 논산시 벌곡면 충청남도 태안군 원북면 전북특별자치도 부안군 계화면 전라남도 나주시 왕곡면 경상남도 고성군 영오면 경상남도 합천군 대양면 |
| 양서리   | 경상북도 의성군 다인면 |
| 양성리   | 전라남도 영광군 백수읍 경상북도 영덕군 남정면 경상남도 의령군 가례면 |
| 양수리   | 경기도 양평군 양서면 충청북도 옥천군 옥천읍 |
| 양숙리   | 경상북도 청송군 부남면 |
| 양신리   | 전라북도 순창군 쌍치면 |
| 양아리   | 경상남도 남해군 상주면 |
| 양악리   | 전북특별자치도 장수군 계북면 |
| 양야리   | 전북특별자치도 완주군 고산면 |
| 양오리   | 인천광역시 강화군 송해면 |
| 양원리   | 경기도 연천군 전곡읍 경상북도 청도군 이서면 |
| 양월리   | 전라남도 무안군 해제면 경상북도 경주시 안강읍 |
| 양유리   | 충청남도 당진시 순성면 |
| 양잠리   | 충청남도 태안군 남면 |
| 양장리   | 전라남도 무안군 몽탄면 전라남도 영암군 군서면 |
| 양재리   | 전라남도 함평군 손불면 |
| 양저리   | 충청북도 옥천군 청성면 |
| 양적리   | 강원특별자치도 횡성군 우천면 |
| 양전리   | 충청남도 금산군 금성면 경상북도 고령군 개진면 경상남도 산청군 신등면 경상남도 합천군 삼가면 |
| 양정리   | 충청북도 영동군 양강면 전라남도 함평군 월야면 경상북도 상주시 공검면 |
| 양중리   | 전라남도 완도군 청산면 |
| 양지리   | 대구광역시 군위군 삼국유사면 경기도 남양주시 오남읍 경기도 안성시 미양면 경기도 용인시 처인구 양지면 강원특별자치도 철원군 동송읍 강원특별자치도 철원군 근남면 충청북도 청주시 서원구 현도면 충청북도 청주시 청원구 오창읍 충청남도 금산군 금산읍 충청남도 논산시 연무읍 전북특별자치도 임실군 성수면 전라남도 나주시 동강면 전라남도 담양군 봉산면 경상북도 경산시 하양읍 경상북도 상주시 화동면 경상북도 의성군 가음면 경상북도 의성군 사곡면 경상남도 거창군 신원면 경상남도 통영시 사량면 경상남도 합천군 봉산면 |
| 양천리   | 충청남도 서산시 고북면 전라남도 구례군 간전면 전라남도 나주시 노안면 경상북도 김천시 개령면 |
| 양청리   | 충청북도 청주시 청원구 오창읍 |
| 양촌리   | 경기도 안성시 서운면 경기도 여주시 대신면 경기도 이천시 마장면 충청북도 청주시 서원구 남이면 충청북도 충주시 소태면 충청남도 논산시 가야곡면 충청남도 논산시 양촌면 전라남도 장흥군 장평면 경상남도 고성군 동해면 경상남도 산청군 오부면 경상남도 창원시 마산합포구 진전면 |
| 양택리   | 경기도 김포시 하성면 |
| 양평리   | 경기도 이천시 모가면 충청북도 제천시 청풍면 전북특별자치도 남원시 송동면 전라남도 영광군 영광읍 경상북도 영천시 임고면 경상남도 거창군 거창읍 |
| 양포리   | 경상북도 포항시 남구 장기면 경상남도 하동군 진교면 |
| 양학리   | 전라남도 무안군 현경면 |
| 양항리   | 충청남도 보령시 남포면 경상북도 영양군 입암면 경상북도 영천시 임고면 경상남도 거창군 남하면 |
| 양화리   | 충청북도 제천시 금성면 충청남도 공주시 계룡면 경상남도 고성군 대가면 |
| 양효리   | 경상남도 밀양시 무안면 |
| 어리     | 강원특별자치도 삼척시 하장면 충청남도 서천군 마서면 전라남도 화순군 청풍면 |
| 어곡리   | 충청남도 논산시 벌곡면 전라남도 장흥군 장평면 경상북도 고령군 성산면 |
| 어구리   | 경상남도 거제시 둔덕면 |
| 어농리   | 경기도 이천시 모가면 |
| 어단리   | 강원특별자치도 강릉시 구정면 |
| 어담리   | 경상북도 안동시 풍천면 |
| 어둔리   | 강원특별자치도 횡성군 공근면 |
| 어란리   | 전라남도 해남군 송지면 |
| 어량리   | 전북특별자치도 익산시 망성면 |
| 어로리   | 경상북도 칠곡군 북삼읍 |
| 어론리   | 강원특별자치도 인제군 남면 강원특별자치도 홍천군 서석면 |
| 어룡리   | 경기도 파주시 진서면 충청남도 천안시 서북구 성환읍 |
| 어만리   | 경상남도 창녕군 도천면 |
| 어물리   | 충청남도 공주시 정안면 |
| 어방리   | 경상북도 영천시 대창면 |
| 어비리   | 경기도 용인시 처인구 이동읍 |
| 어사리   | 충청남도 홍성군 서부면 |
| 어산리   | 전라남도 장흥군 용산면 경상북도 상주시 화동면 경상북도 성주군 초전면 |
| 어서리   | 경상남도 산청군 생초면 |
| 어석리   | 경기도 이천시 장호원읍 |
| 어성리   | 충청북도 보은군 회남면 |
| 어성전리 | 강원특별자치도 양양군 현북면 |
| 어소리   | 경기도 평택시 청북읍 |
| 어송리   | 충청남도 서산시 팔봉면 |
| 어신리   | 경상북도 예천군 지보면 경상남도 고성군 회화면 |
| 어암리   | 충청북도 보은군 보은읍 충청북도 청주시 상당구 미원면 |
| 어연리   | 경기도 평택시 청북읍 |
| 어옥리   | 경상남도 진주시 미천면 |
| 어온리   | 충청북도 보은군 산외면 경상남도 거제시 하청면 |
| 어왕리   | 전라남도 순천시 주암면 |
| 어우리   | 전북특별자치도 완주군 고산면 |
| 어유지리 | 경기도 파주시 적성면 |
| 어유포리 | 강원특별자치도 홍천군 서면 |
| 어은리   | 경기도 화성시 장안면 충청남도 논산시 연산면 충청남도 태안군 태안읍 전북특별자치도 군산시 옥구읍 전북특별자치도 순창군 복흥면 전북특별자치도 임실군 삼계면 전라남도 신안군 하의면 경상북도 성주군 금수면 경상북도 영천시 금호읍 |
| 어음리   | 울산광역시 울주군 언양읍 제주특별자치도 제주시 애월읍 |
| 어의리   | 전라남도 신안군 지도읍 경상남도 통영시 용남면 |
| 어의곡리 | 충청북도 단양군 가곡면 충청북도 단양군 매포읍 |
| 어일리   | 경상북도 경주시 문무대왕면 |
| 어재리   | 충청남도 금산군 부리면 |
| 어적산리 | 경기도 연천군 중면 |
| 어전리   | 전북특별자치도 완주군 삼례읍 전북특별자치도 장수군 계북면 전라남도 고흥군 금산면 경상북도 김천시 부항면 경상남도 합천군 삼가면 |
| 어지리   | 경상북도 봉화군 법전면 |
| 어천리   | 경기도 화성시 매송면 강원특별자치도 고성군 간성읍 충청남도 공주시 우성면 경상북도 청송군 파천면 |
| 어청도리 | 전라북도 군산시 옥도면 |
| 어촌리   | 충청북도 영동군 매곡면 |
| 어치리   | 전북특별자치도 순창군 동계면 전라남도 광양시 진상면 |
| 어흘리   | 강원특별자치도 강릉시 성산면 |
| 억대리   | 충청남도 서산시 해미면 |
| 억만리   | 경상남도 창녕군 고암면 |
| 언도리   | 전라남도 화순군 동면 |
| 언독리   | 전라북도 부안군 하서면 |
| 언별리   | 강원특별자치도 강릉시 강동면 |
| 언암리   | 충청남도 서산시 해미면 |
| 엄광리   | 경상남도 밀양시 산외면 |
| 엄길리   | 전라남도 영암군 서호면 |
| 엄다리   | 전라남도 함평군 엄다면 |
| 엄미리   | 경기도 광주시 남한산성면 |
| 엄사리   | 충청남도 계룡시 엄사면 |
| 엄소리   | 경기도 가평군 설악면 |
| 엄암리   | 경상북도 상주시 사벌국면 |
| 엄정리   | 충청남도 금산군 진산면 |
| 업리     | 경상북도 의성군 의성읍 |
| 여남리   | 경상북도 구미시 장천면 |
| 여동리   | 전라남도 여수시 율촌면 |
| 여락리   | 경상남도 양산시 동면 |
| 여래리   | 경상남도 김해시 진영읍 |
| 여래미리 | 충청남도 예산군 신양면 |
| 여량리   | 강원특별자치도 정선군 여량면 |
| 여륵리   | 경상북도 영주시 안정면 |
| 여만리   | 강원특별자치도 평창군 평창읍 |
| 여물리   | 경기도 양평군 청운면 경상북도 상주시 이안면 |
| 여미리   | 충청남도 서산시 운산면 전라남도 진도군 조도면 |
| 여방리   | 전라북도 군산시 성산면 |
| 여배리   | 경상북도 김천시 지례면 경상남도 의령군 부림면 |
| 여사리   | 충청남도 서천군 한산면 |
| 여사왕리 | 충청북도 괴산군 청천면 |
| 여산리   | 전북특별자치도 익산시 여산면 |
| 여삼리   | 강원특별자치도 삼척시 노곡면 |
| 여서리   | 전라남도 완도군 청산면 |
| 여수리   | 전라남도 해남군 계곡면 |
| 여양리   | 경상남도 창원시 마산합포구 진전면 |
| 여염리   | 경기도 평택시 고덕면 |
| 여운포리 | 강원특별자치도 양양군 손양면 |
| 여의리   | 충청북도 영동군 용화면 경상남도 의령군 낙서면 경상남도 하동군 횡천면 |
| 여자리   | 전라남도 여수시 화정면 |
| 여차리   | 인천광역시 강화군 화도면 경상남도 김해시 상동면 |
| 여찬리   | 강원특별자치도 강릉시 구정면 |
| 여천리   | 충청북도 단양군 가곡면 충청북도 청주시 청원구 오창읍 |
| 여초리   | 경상남도 창녕군 창녕읍 |
| 여탄리   | 강원특별자치도 정선군 정선읍 |
| 여호리   | 전라남도 고흥군 점암면 |
| 여흘리   | 전라남도 신안군 안좌면 |
| 역리     | 충청북도 제천시 한수면 충청남도 아산시 영인면 충청남도 예산군 삽교읍 전북특별자치도 부안군 행안면 전라남도 영암군 영암읍 |
| 역곡리   | 경상북도 상주시 공검면 |
| 역내리   | 강원특별자치도 홍천군 두촌면 |
| 역둔리   | 강원특별자치도 삼척시 하장면 |
| 역전평리 | 강원특별자치도 홍천군 북방면 |
| 역촌리   | 충청남도 아산시 송악면 충청남도 청양군 정산면 |
| 역탑리   | 충청남도 예산군 오가면 |
| 역평리   | 충청남도 금산군 남이면 경상남도 합천군 대병면 |
| 연리     | 인천광역시 강화군 선원면 충청남도 예산군 신양면 전라남도 무안군 운남면 경상북도 고령군 우곡면 경상남도 의령군 용덕면 |
| 연계리   | 대구광역시 군위군 의흥면 경상북도 영천시 화산면 |
| 연곡리   | 경기도 광주시 곤지암읍 경기도 양주시 백석읍 경기도 포천시 이동면 충청북도 단양군 어상천면 충청북도 제천시 청풍면 충청북도 진천군 진천읍 충청남도 천안시 서북구 입장면 전라북도 부안군 부안읍 전라남도 해남군 화산면 경상북도 안동시 북후면 경상남도 통영시 산양읍 |
| 연교리   | 경상남도 거창군 주상면 |
| 연구리   | 부산광역시 기장군 철마면 전라남도 해남군 마산면 경상남도 거제시 하청면 |
| 연금리   | 경상남도 밀양시 상남면 |
| 연기리   | 세종특별자치시 연기면 |
| 연담리   | 충청북도 진천군 초평면 |
| 연당리   | 강원특별자치도 영월군 남면 전라남도 해남군 황산면 경상북도 영양군 입암면 경상남도 고성군 영오면 경상남도 창녕군 성산면 |
| 연대리   | 경기도 여주시 가남읍 |
| 연덕리   | 강원특별자치도 영월군 북면 경상남도 함양군 병곡면 |
| 연도리   | 전라북도 군산시 옥도면 전라남도 여수시 남면 |
| 연동리   | 전북특별자치도 고창군 대산면 전북특별자치도 익산시 삼기면 전라남도 담양군 봉산면 전라남도 진도군 임회면 전라남도 해남군 해남읍 |
| 연둔리   | 전라남도 화순군 동복면 |
| 연등리   | 전라남도 고흥군 과역면 |
| 연론리   | 충청북도 제천시 청풍면 |
| 연명리   | 경상북도 김천시 농소면 |
| 연박리   | 충청북도 제천시 봉양읍 |
| 연반리   | 전라남도 곡성군 석곡면 |
| 연보리   | 전라남도 영암군 금정면 |
| 연봉리   | 강원특별자치도 홍천군 홍천읍 충청남도 서천군 한산면 전라남도 고흥군 점암면 경상북도 상주시 외서면 |
| 연사리   | 경상남도 거제시 연초면 |
| 연산리   | 충청남도 논산시 연산면 전북특별자치도 남원시 송동면 전라남도 보성군 벌교읍 전라남도 장흥군 장흥읍 |
| 연상리   | 강원특별자치도 영월군 산솔면 경상남도 밀양시 무안면 |
| 연서리   | 충청남도 논산시 은진면 |
| 연성리   | 전라남도 영광군 영광읍 |
| 연소리   | 전라남도 영암군 금정면 경상북도 문경시 산양면 |
| 연수리   | 경기도 양평군 용문면 |
| 연안리   | 경상북도 경주시 외동읍 |
| 연암리   | 전라남도 영광군 묘량면 전라남도 함평군 대동면 |
| 연양리   | 전라남도 화순군 화순읍 |
| 연월리   | 전라북도 정읍시 입암면 전라남도 화순군 동복면 |
| 연장리   | 전라북도 진안군 진안읍 |
| 연정리   | 충청북도 청주시 흥덕구 강내면 전북특별자치도 정읍시 신태인읍 전라남도 장흥군 대덕읍 전라남도 해남군 화산면 경상북도 영천시 신녕면 |
| 연제리   | 충청북도 청주시 흥덕구 오송읍 경상북도 의성군 단북면 |
| 연조리   | 경상북도 고령군 대가야읍 |
| 연종리   | 충청남도 공주시 유구읍 |
| 연주리   | 충청북도 옥천군 안남면 전라남도 진도군 의신면 |
| 연죽리   | 경상남도 남해군 서면 |
| 연지리   | 충청남도 보령시 주포면 전라남도 장흥군 대덕읍 경상북도 울진군 울진읍 경상남도 고성군 대가면 |
| 연창리   | 강원특별자치도 양양군 양양읍 |
| 연천리   | 전라남도 담양군 가사문학면 경상북도 문경시 농암면 경상북도 예천군 유천면 |
| 연촌리   | 충청북도 증평군 도안면 |
| 연춘리   | 충청남도 천안시 동남구 북면 |
| 연탄리   | 충청북도 증평군 증평읍 |
| 연파리   | 전라남도 구례군 광의면 |
| 연평리   | 인천광역시 옹진군 연평면 경기도 남양주시 진접읍 전북특별자치도 장수군 천천면 경상북도 영덕군 영해면 경상남도 사천시 곤명면 제주특별자치도 제주시 우도면 |
| 연포리   | 전라북도 김제시 죽산면 |
| 연풍리   | 경기도 파주시 파주읍 |
| 연하리   | 경기도 가평군 상면 강원특별자치도 영월군 영월읍 충청북도 충주시 노은면 경상북도 경산시 남산면 |
| 연호리   | 전라남도 해남군 황산면 경상북도 칠곡군 지천면 |
| 연화리   | 부산광역시 기장군 기장읍 인천광역시 옹진군 백령면 충청남도 부여군 초촌면 충청남도 서산시 지곡면 전북특별자치도 고창군 심원면 전라남도 곡성군 오산면 전라남도 곡성군 죽곡면 전라남도 화순군 이양면 경상북도 김천시 대덕면 경상북도 칠곡군 지천면 경상남도 고성군 영현면 경상남도 통영시 산양읍 경상남도 통영시 욕지면 |
| 열미리   | 경기도 광주시 곤지암읍 |
| 염곡리   | 전라남도 곡성군 석곡면 |
| 염둔리   | 충청북도 보은군 내북면 |
| 염성리   | 충청남도 아산시 염치읍 |
| 염작리   | 충청남도 아산시 둔포면 |
| 염장리   | 전라남도 진도군 진도읍 |
| 염창리   | 충청남도 부여군 부여읍 |
| 염천리   | 충청남도 논산시 강경읍 |
| 염티리   | 충청북도 청주시 상당구 문의면 |
| 염호리   | 경상남도 통영시 한산면 |
| 영리     | 경상북도 영덕군 병곡면 경상북도 칠곡군 기산면 |
| 영곡리   | 세종특별자치시 금남면 |
| 영관리   | 전라남도 강진군 신전면 |
| 영구리   | 충청북도 진천군 초평면 |
| 영당리   | 세종특별자치시 전의면 |
| 영대리   | 세종특별자치시 금남면 경상남도 고성군 영오면 |
| 영덕리   | 강원특별자치도 양양군 서면 충청북도 충주시 산척면 |
| 영동리   | 경기도 광주시 퇴촌면 전북특별자치도 남원시 송동면 전라남도 강진군 마량면 전라남도 강진군 칠량면 전라남도 나주시 다시면 경상남도 함안군 칠북면 |
| 영등리   | 전라남도 보성군 벌교읍 전라남도 영암군 덕진면 |
| 영락리   | 제주특별자치도 서귀포시 대정읍 |
| 영랑리   | 강원특별자치도 횡성군 둔내면 |
| 영만리   | 전라북도 익산시 오산면 |
| 영모리   | 충청남도 서천군 기산면 |
| 영문리   | 경기도 용인시 처인구 포곡읍 |
| 영보리   | 충청남도 보령시 오천면 전라남도 영암군 덕진면 |
| 영복리   | 전라남도 강진군 칠량면 |
| 영부리   | 경상남도 고성군 영현면 |
| 영산리   | 충청북도 음성군 감곡면 전라남도 강진군 옴천면 전라남도 신안군 흑산면 경상남도 고성군 영오면 |
| 영상리   | 전북특별자치도 김제시 백구면 |
| 영송리   | 경기도 포천시 영중면 |
| 영승리   | 경상남도 거창군 마리면 |
| 영신리   | 전라남도 해남군 옥천면 |
| 영암리   | 경상북도 포항시 남구 장기면 |
| 영양리   | 충청남도 청양군 운곡면 전라남도 영광군 묘량면 |
| 영영포리 | 강원특별자치도 횡성군 횡성읍 |
| 영오리   | 전라남도 고흥군 두원면 경상북도 상주시 공성면 경상북도 칠곡군 지천면 |
| 영외리   | 전라남도 영광군 낙월면 |
| 영운리   | 경상남도 통영시 산양읍 경상남도 함안군 군북면 |
| 영월리   | 전라남도 함평군 월야면 |
| 영장리   | 경기도 파주시 광탄면 |
| 영전리   | 충청남도 태안군 소원면 전북특별자치도 부안군 보안면 전라남도 장흥군 장흥읍 전라남도 해남군 북평면 경상남도 합천군 율곡면 |
| 영정리   | 충청남도 공주시 신풍면 |
| 영죽리   | 충청북도 충주시 앙성면 |
| 영지리   | 경상남도 남해군 삼동면 |
| 영진리   | 강원특별자치도 강릉시 연곡면 |
| 영창리   | 전라북도 군산시 임피면 경상남도 합천군 합천읍 |
| 영천리   | 충청북도 단양군 매포읍 충청남도 당진시 송악읍 전북특별자치도 남원시 주생면 전북특별자치도 임실군 지사면 전라남도 담양군 무정면 전라남도 보성군 회천면 전라남도 장성군 장성읍 경상북도 성주군 금수면 |
| 영춘리   | 전라남도 해남군 옥천면 |
| 영치리   | 세종특별자치시 금남면 |
| 영탑리   | 충청남도 서산시 대산읍 |
| 영태리   | 경기도 파주시 월롱면 |
| 영파리   | 전라남도 강진군 강진읍 |
| 영평리   | 경기도 포천시 영중면 충청북도 충주시 대소원면 전라남도 나주시 노안면 전라남도 화순군 이서면 |
| 영포리   | 경상남도 양산시 원동면 |
| 영풍리   | 전라남도 강진군 성전면 전라남도 완도군 군외면 |
| 영하리   | 충청북도 청주시 청원구 북이면 |
| 영학리   | 경상남도 창원시 마산합포구 진북면 |
| 영호리   | 전라남도 영암군 도포면 전라남도 해남군 화원면 |
| 영흥리   | 강원특별자치도 영월군 영월읍 전라남도 함평군 엄다면 제주특별자치도 제주시 추자면 |
| 예리     | 전라남도 신안군 흑산면 경상북도 고령군 덕곡면 경상북도 김천시 아포읍 경상남도 창녕군 도천면 |
| 예강리   | 경상북도 구미시 고아읍 |
| 예곡리   | 충청북도 옥천군 청산면 경상북도 고령군 우곡면 경상남도 창원시 마산합포구 진북면 경상남도 함안군 칠원읍 |
| 예내리   | 전라남도 고흥군 봉래면 |
| 예당리   | 전라남도 보성군 득량면 |
| 예덕리   | 충청남도 서산시 성연면 전북특별자치도 정읍시 산내면 전라남도 함평군 월야면 |
| 예둔리   | 경상남도 의령군 정곡면 |
| 예락리   | 전라남도 해남군 문내면 |
| 예리리   | 경상북도 청도군 각남면 |
| 예림리   | 부산광역시 기장군 정관읍 충청남도 예산군 신암면 경상남도 밀양시 상남면 |
| 예미리   | 강원특별자치도 정선군 신동읍 충청남도 금산군 부리면 |
| 예밀리   | 강원특별자치도 영월군 김삿갓면 |
| 예산리   | 충청남도 예산군 예산읍 경상북도 성주군 성주읍 |
| 예상리   | 경상남도 진주시 정촌면 |
| 예성리   | 경상남도 고성군 개천면 |
| 예송리   | 전라남도 완도군 보길면 |
| 예수리   | 경상남도 사천시 정동면 |
| 예안리   | 경상남도 김해시 대동면 |
| 예양리   | 세종특별자치시 연동면 전라남도 장흥군 장흥읍 |
| 예의리   | 경상북도 상주시 외서면 |
| 예전리   | 전북특별자치도 고창군 공음면 경상북도 청도군 매전면 |
| 예정리   | 전라남도 해남군 산이면 |
| 예주리   | 경상북도 상주시 공검면 |
| 예지리   | 전라북도 고창군 고수면 경상북도 김천시 봉산면 |
| 예초리   | 제주특별자치도 제주시 추자면 |
| 예촌리   | 전라북도 김제시 용지면 |
| 예하리   | 경상남도 진주시 정촌면 |
| 예현리   | 대구광역시 달성군 구지면 |
| 예회리   | 전라남도 고흥군 두원면 |
| 오리     | 부산광역시 기장군 장안면 대구광역시 달성군 가창면 경기도 광주시 퇴촌면 전라남도 신안군 흑산면 |
| 오가리   | 경기도 포천시 창수면 충청북도 괴산군 장연면 경상북도 구미시 무을면 |
| 오갑리   | 충청북도 진천군 초평면 |
| 오강리   | 충청남도 논산시 광석면 전라남도 나주시 금천면 전라남도 담양군 창평면 |
| 오계리   | 경기도 여주시 세종대왕면 전라남도 나주시 남평읍 전라남도 담양군 담양읍 경상북도 영주시 안정면 경상북도 영천시 금호읍 경상남도 거창군 남상면 |
| 오곡리   | 대구광역시 군위군 군위읍 충청남도 당진시 송악읍 충청남도 천안시 동남구 북면 전북특별자치도 군산시 옥구읍 전북특별자치도 부안군 백산면 전라남도 순천시 상사면 경상북도 고령군 성산면 경상북도 울진군 평해읍 경상남도 남해군 고현면 경상남도 함안군 군북면 경상남도 함안군 칠원읍 |
| 오공리   | 전북특별자치도 정읍시 산외면 |
| 오관리   | 충청남도 홍성군 홍성읍 |
| 오광리   | 경상북도 상주시 공성면 |
| 오교리   | 전라북도 순창군 유등면 |
| 오궁리   | 충청북도 음성군 감곡면 전북특별자치도 임실군 신덕면 |
| 오금리   | 경기도 파주시 탄현면 전북특별자치도 정읍시 이평면 경상북도 경주시 강동면 |
| 오기리   | 경상북도 영양군 수비면 |
| 오길리   | 경상북도 영천시 대창면 |
| 오남리   | 경기도 남양주시 오남읍 경기도 이천시 장호원읍 |
| 오니산리 | 경기도 김포시 대곶면 |
| 오대리   | 충청북도 보은군 산외면 충청북도 옥천군 옥천읍 경상북도 안동시 임하면 |
| 오덕리   | 강원특별자치도 철원군 동송읍 충청북도 옥천군 안내면 충청남도 부여군 충화면 경상북도 포항시 북구 기북면 |
| 오도리   | 전라남도 영광군 낙월면 경상북도 성주군 선남면 경상북도 포항시 북구 흥해읍 경상남도 합천군 가회면 |
| 오동리   | 충청북도 보은군 회인면 충청북도 옥천군 군서면 충청남도 공주시 우성면 전북특별자치도 장수군 장계면 전라남도 영광군 염산면 전라남도 화순군 동면 경상북도 상주시 함창읍 경상북도 영천시 화북면 경상남도 고성군 영오면 |
| 오두리   | 인천광역시 강화군 불은면 경기도 안성시 보개면 충청남도 홍성군 갈산면 |
| 오량리   | 충청북도 충주시 소태면 충청남도 부여군 양화면 경상남도 거제시 사등면 |
| 오례리   | 전라남도 담양군 무정면 경상남도 밀양시 부북면 |
| 오로리   | 경상북도 구미시 고아읍 경상북도 구미시 장천면 경상북도 의성군 의성읍 |
| 오록리   | 경상북도 봉화군 물야면 |
| 오룡리   | 충청남도 공주시 이인면 충청남도 청양군 대치면 전북특별자치도 익산시 삼기면 전북특별자치도 진안군 부귀면 전라남도 나주시 문평면 전라남도 담양군 무정면 전라남도 무안군 일로읍 경상북도 문경시 영순면 경상북도 영천시 고경면 |
| 오류리   | 충청북도 음성군 대소면 전북특별자치도 임실군 성수면 전북특별자치도 정읍시 태인면 전라남도 무안군 현경면 전라남도 신안군 도초면 전라남도 진도군 고군면 전라남도 진도군 지산면 전라남도 화순군 이양면 경상북도 경주시 감포읍 경상북도 경주시 현곡면 경상북도 영천시 고경면 경상북도 예천군 은풍면 경상북도 의성군 옥산면 |
| 오륜리   | 경상남도 통영시 도산면 |
| 오리리   | 경상북도 영양군 일월면 |
| 오림리   | 전라남도 나주시 봉황면 전라남도 신안군 하의면 |
| 오마리   | 전라남도 고흥군 도덕면 |
| 오목리   | 강원특별자치도 삼척시 가곡면 충청남도 아산시 신창면 충청남도 천안시 서북구 성거읍 경상남도 의령군 유곡면 |
| 오미리   | 강원특별자치도 양구군 방산면 충청북도 제천시 송학면 전라남도 구례군 토지면 경상북도 안동시 풍산읍 경상남도 진주시 명석면 |
| 오방리   | 경상남도 고성군 하일면 경상남도 밀양시 초동면 경상남도 의령군 정곡면 경상남도 진주시 미천면 |
| 오번리   | 충청남도 부여군 은산면 |
| 오보리   | 경상북도 영덕군 영덕읍 |
| 오복리   | 전라남도 장흥군 유치면 |
| 오봉리   | 강원특별자치도 강릉시 성산면 강원특별자치도 고성군 죽왕면 충청남도 홍성군 구항면 전북특별자치도 김제시 금구면 전북특별자치도 순창군 쌍치면 전북특별자치도 임실군 성수면 전북특별자치도 장수군 천천면 전북특별자치도 정읍시 태인면 전라남도 나주시 세지면 전라남도 담양군 무정면 전라남도 보성군 득량면 전라남도 순천시 송광면 경상북도 김천시 남면 경상북도 청도군 금천면 경상남도 산청군 금서면 제주특별자치도 제주시 우도면 |
| 오비리   | 경상남도 거제시 연초면 |
| 오빈리   | 경기도 양평군 양평읍 |
| 오사리   | 충청북도 단양군 영춘면 충청남도 서산시 성연면 전라남도 광양시 진월면 경상북도 고령군 개진면 경상북도 상주시 함창읍 |
| 오산리   | 대구광역시 달성군 현풍면 경기도 안성시 금광면 경기도 양주시 백석읍 경기도 여주시 가남읍 경기도 용인시 처인구 모현읍 경기도 파주시 조리읍 강원특별자치도 양양군 손양면 강원특별자치도 횡성군 공근면 충청북도 음성군 대소면 충청북도 제천시 금성면 충청북도 청주시 흥덕구 옥산면 충청남도 논산시 양촌면 충청남도 논산시 연산면 충청남도 예산군 신암면 전북특별자치도 고창군 부안면 전북특별자치도 무주군 무주읍 전북특별자치도 완주군 고산면 전북특별자치도 익산시 오산면 전북특별자치도 익산시 춘포면 전북특별자치도 임실군 오수면 전북특별자치도 장수군 산서면 전라남도 순천시 주암면 전라남도 장성군 북일면 전라남도 진도군 고군면 전라남도 해남군 북평면 경상북도 안동시 북후면 경상북도 영천시 화북면 경상북도 울진군 매화면 경상북도 청도군 각북면 경상북도 칠곡군 지천면 경상남도 고성군 상리면 경상남도 합천군 대양면 |
| 오상리   | 인천광역시 강화군 내가면 전라남도 신안군 암태면 경상북도 구미시 해평면 경상북도 상주시 중동면 경상북도 의성군 사곡면 |
| 오색리   | 강원특별자치도 양양군 서면 |
| 오색당리 | 충청남도 천안시 서북구 성거읍 |
| 오생리   | 충청북도 음성군 생극면 |
| 오서리   | 경상남도 고성군 영오면 경상남도 창원시 마산합포구 진전면 경상남도 합천군 쌍책면 |
| 오석리   | 충청북도 충주시 금가면 충청남도 서천군 서천읍 |
| 오선리   | 충청북도 음성군 금왕읍 |
| 오설리   | 대구광역시 달성군 구지면 |
| 오성리   | 경기도 이천시 율면 충청북도 괴산군 감물면 충청남도 홍성군 장곡면 전북특별자치도 장수군 산서면 전북특별자치도 정읍시 옹동면 전라남도 담양군 월산면 |
| 오송리   | 충청북도 청주시 흥덕구 오송읍 경상남도 거제시 동부면 |
| 오수리   | 충청남도 부여군 규암면 전라북도 임실군 오수면 경상남도 거제시 거제면 |
| 오신리   | 전북특별자치도 남원시 사매면 경상북도 예천군 보문면 |
| 오암리   | 충청남도 아산시 도고면 전북특별자치도 임실군 오수면 경상북도 예천군 보문면 |
| 오야리   | 경상북도 경주시 천북면 |
| 오용리   | 경상남도 남해군 창선면 |
| 오운리   | 경상북도 영주시 평은면 |
| 오원리   | 강원특별자치도 횡성군 우천면 |
| 오월리   | 강원특별자치도 춘천시 서면 전라남도 고흥군 동강면 전라남도 장성군 북이면 |
| 오유리   | 강원특별자치도 양구군 해안면 |
| 오음리   | 경기도 연천군 백학면 강원특별자치도 화천군 간동면 전라남도 신안군 장산면 전라남도 화순군 한천면 |
| 오인리   | 충청남도 공주시 의당면 |
| 오일리   | 경기도 화성시 정남면 |
| 오저리   | 강원특별자치도 삼척시 가곡면 |
| 오전리   | 경기도 광주시 남한산성면 경상북도 봉화군 물야면 경상남도 산청군 오부면 |
| 오정리   | 강원특별자치도 고성군 거진읍 충청북도 보은군 수한면 전북특별자치도 임실군 임실읍 전라남도 나주시 노안면 전라남도 담양군 수북면 |
| 오조리   | 제주특별자치도 서귀포시 성산읍 |
| 오주리   | 전북특별자치도 정읍시 감곡면 |
| 오지리   | 강원특별자치도 철원군 동송읍 충청남도 서산시 대산읍 전북특별자치도 임실군 삼계면 전라남도 곡성군 오곡면 경상북도 예천군 풍양면 |
| 오진리   | 경상북도 청도군 운문면 |
| 오창리   | 충청북도 괴산군 감물면 충청북도 보은군 장안면 |
| 오천리   | 대구광역시 군위군 효령면 경기도 이천시 마장면 충청북도 보은군 마로면 전북특별자치도 진안군 진안읍 전라남도 고흥군 금산면 경상북도 문경시 마성면 경상북도 성주군 수륜면 경상북도 안동시 와룡면 경상북도 영덕군 지품면 경상북도 예천군 호명면 경상북도 포항시 남구 연일읍 경상남도 의령군 지정면 경상남도 함양군 백전면 |
| 오촌리   | 경기도 안성시 서운면 경기도 양평군 용문면 충청남도 예산군 오가면 경상북도 영덕군 창수면 |
| 오추리   | 충청남도 예산군 고덕면 |
| 오취리   | 전라남도 고흥군 포두면 |
| 오탄리   | 경기도 연천군 왕징면 강원특별자치도 춘천시 사북면 충청북도 영동군 영동읍 |
| 오태리   | 경상북도 상주시 공검면 |
| 오티리   | 충청북도 제천시 수산면 |
| 오평리   | 경상북도 칠곡군 북삼읍 |
| 오포리   | 충청남도 보령시 오천면 경상북도 영덕군 강구면 |
| 오학리   | 충청남도 서산시 해미면 |
| 오항리   | 강원특별자치도 춘천시 북산면 충청남도 금산군 진산면 |
| 오향리   | 경기도 광주시 곤지암읍 충청북도 음성군 감곡면 |
| 오현리   | 경기도 파주시 법원읍 경상북도 영주시 봉현면 |
| 오호리   | 강원특별자치도 고성군 죽왕면 전라북도 고창군 흥덕면 경상남도 창녕군 길곡면 |
| 오흥리   | 경기도 안성시 금광면 |
| 옥리     | 전라남도 화순군 북면 전라남도 화순군 이양면 |
| 옥각리   | 충청북도 옥천군 옥천읍 |
| 옥강리   | 전라남도 고흥군 포두면 |
| 옥거리   | 전북특별자치도 진안군 용담면 |
| 옥계리   | 경기도 연천군 군남면 강원특별자치도 횡성군 서원면 충청남도 보령시 청라면 충청남도 예산군 덕산면 충청남도 홍성군 장곡면 경상북도 고령군 덕곡면 경상북도 김천시 어모면 경상북도 영덕군 달산면 경상북도 영양군 석보면 경상북도 영천시 화북면 경상남도 창원시 마산합포구 구산면 경상남도 함양군 병곡면 |
| 옥곡리   | 충청남도 부여군 임천면 전라남도 나주시 왕곡면 |
| 옥곤리   | 전라북도 군산시 나포면 |
| 옥과리   | 전라남도 곡성군 옥과면 |
| 옥관리   | 경상북도 구미시 옥성면 |
| 옥금리   | 충청남도 당진시 합덕읍 |
| 옥길리   | 경기도 평택시 청북읍 |
| 옥남리   | 충청남도 서천군 장항읍 |
| 옥당리   | 전라남도 나주시 문평면 전라남도 장흥군 관산읍 |
| 옥대리   | 전라남도 진도군 의신면 경상북도 영주시 단산면 |
| 옥도리   | 전라남도 신안군 하의면 전라남도 진도군 조도면 |
| 옥동리   | 강원특별자치도 영월군 김삿갓면 강원특별자치도 횡성군 횡성읍 충청북도 진천군 덕산읍 충청남도 보령시 남포면 전라남도 해남군 황산면 |
| 옥두리   | 경상남도 합천군 적중면 |
| 옥련리   | 경상북도 성주군 대가면 |
| 옥렬리   | 경상남도 함안군 대산면 |
| 옥류리   | 경상북도 영덕군 지품면 |
| 옥림리   | 인천광역시 강화군 강화읍 경상남도 거제시 일운면 |
| 옥마리   | 전라남도 보성군 노동면 |
| 옥매리   | 경상남도 함양군 유림면 |
| 옥명리   | 경상북도 포항시 남구 대송면 |
| 옥봉리   | 전북특별자치도 군산시 옥서면 |
| 옥북리   | 충청남도 서천군 마서면 |
| 옥분리   | 대구광역시 달성군 가창면 |
| 옥산리   | 경기도 연천군 연천읍 경기도 용인시 처인구 백암면 강원특별자치도 원주시 호저면 충청남도 서천군 마서면 충청남도 서천군 장항읍 전북특별자치도 고창군 무장면 전북특별자치도 군산시 옥산면 전북특별자치도 순창군 쌍치면 전라남도 나주시 봉황면 전라남도 순천시 낙안면 전라남도 함평군 함평읍 경상북도 경주시 안강읍 경상북도 고령군 개진면 경상북도 김천시 남면 경상북도 상주시 공성면 경상북도 영덕군 달산면 경상북도 청도군 각남면 경상남도 거제시 거제면 경상남도 밀양시 상동면 경상남도 산청군 산청읍 경상남도 진주시 문산읍 경상남도 함양군 서상면 |
| 옥서리   | 충청남도 보령시 남포면 |
| 옥석리   | 전라북도 군산시 개정면 전라북도 임실군 청웅면 |
| 옥성리   | 충청북도 괴산군 문광면 충청북도 진천군 문백면 충청남도 공주시 우성면 전북특별자치도 김제시 금구면 전북특별자치도 김제시 죽산면 경상북도 성주군 대가면 경상북도 포항시 북구 흥해읍 |
| 옥수리   | 충청북도 청주시 청원구 북이면 |
| 옥실리   | 전라남도 영광군 염산면 |
| 옥암리   | 충청남도 홍성군 홍성읍 전라남도 보성군 보성읍 |
| 옥야리   | 전라남도 영암군 시종면 |
| 옥연리   | 경상북도 의성군 비안면 |
| 옥원리   | 강원특별자치도 삼척시 원덕읍 |
| 옥율리   | 전북특별자치도 남원시 대산면 경상북도 김천시 어모면 |
| 옥적리   | 전라남도 여수시 화양면 |
| 옥전리   | 충청북도 영동군 매곡면 충청북도 제천시 봉양읍 충청남도 예산군 봉산면 전북특별자치도 임실군 청웅면 전라남도 보성군 벌교읍 |
| 옥정리   | 경기도 안성시 금광면 전북특별자치도 군산시 옥구읍 전북특별자치도 김제시 부량면 전북특별자치도 임실군 강진면 전라남도 나주시 동강면 전라남도 장성군 황룡면 경상북도 의성군 춘산면 경상남도 하동군 북천면 |
| 옥제리   | 전북특별자치도 고창군 성내면 |
| 옥천리   | 경기도 양평군 옥천면 경상북도 경산시 자인면 경상북도 영천시 북안면 경상북도 예천군 보문면 경상남도 남해군 창선면 경상남도 창녕군 이방면 경상남도 창녕군 창녕읍 |
| 옥촌리   | 경기도 여주시 대신면 |
| 옥택리   | 전북특별자치도 남원시 대강면 |
| 옥평리   | 전라남도 보성군 보성읍 |
| 옥포리   | 충청남도 서천군 화양면 전북특별자치도 김제시 광활면 |
| 옥하리   | 전라남도 고흥군 고흥읍 |
| 옥현리   | 경기도 양평군 지평면 충청북도 괴산군 소수면 충청남도 당진시 고대면 충청남도 보령시 미산면 |
| 옥호리   | 충청남도 당진시 순성면 전라남도 화순군 동면 |
| 옥화리   | 충청북도 청주시 상당구 미원면 경상북도 성주군 대가면 |
| 온당리   | 전라남도 구례군 광의면 |
| 온동리   | 충청남도 서천군 한산면 |
| 온막리   | 경상북도 청도군 매전면 |
| 온석리   | 경기도 화성시 남양읍 |
| 온수리   | 인천광역시 강화군 길상면 전북특별자치도 익산시 왕궁면 전라남도 곡성군 석곡면 경상남도 진주시 진성면 |
| 온암리   | 충청남도 청양군 남양면 |
| 온양리   | 경상북도 울진군 울진읍 |
| 온정리   | 경상북도 울진군 온정면 경상남도 사천시 용현면 경상남도 창녕군 부곡면 |
| 온직리   | 충청남도 청양군 남양면 |
| 온천리   | 충청북도 충주시 수안보면 충청남도 공주시 반포면 경상북도 영천시 화남면 |
| 온평리   | 제주특별자치도 서귀포시 성산읍 |
| 온해리   | 충청남도 부여군 내산면 |
| 온혜리   | 경상북도 안동시 도산면 |
| 올산리   | 충청북도 단양군 대강면 |
| 옹안리   | 충청남도 예산군 봉산면 |
| 옹암리   | 충청남도 홍성군 광천읍 전라남도 장흥군 대덕읍 경상북도 영주시 안정면 |
| 옹점리   | 경상북도 청송군 파천면 |
| 옹정리   | 경기도 김포시 통진읍 강원특별자치도 영월군 한반도면 전북특별자치도 남원시 금지면 |
| 옹중리   | 전북특별자치도 부안군 부안읍 |
| 옹천리   | 경상북도 안동시 북후면 |
| 옹포리   | 제주특별자치도 제주시 한림읍 |
| 와리     | 강원특별자치도 양양군 손양면 충청남도 홍성군 갈산면 전북특별자치도 익산시 함열읍 경상남도 합천군 율곡면 |
| 와동리   | 강원특별자치도 홍천군 홍천읍 |
| 와룡리   | 충청남도 천안시 서북구 성환읍 전북특별자치도 김제시 용지면 전북특별자치도 완주군 화산면 전북특별자치도 진안군 용담면 전라남도 영광군 영광읍 전라남도 장성군 황룡면 전라남도 해남군 북평면 경상북도 예천군 풍양면 경상남도 거창군 신원면 경상남도 고성군 하이면 경상남도 진주시 대곡면 |
| 와산리   | 충청남도 아산시 도고면 제주특별자치도 제주시 조천읍 |
| 와석리   | 강원특별자치도 영월군 김삿갓면 |
| 와수리   | 강원특별자치도 철원군 서면 |
| 와야리   | 강원특별자치도 홍천군 내촌면 충청남도 논산시 은진면 |
| 와여리   | 부산광역시 기장군 철마면 |
| 와요리   | 경상남도 의령군 용덕면 |
| 와우리   | 경기도 화성시 봉담읍 충청남도 서산시 운산면 충청남도 아산시 영인면 전북특별자치도 정읍시 칠보면 전라남도 나주시 봉황면 전라남도 담양군 봉산면 전라남도 영암군 시종면 전라남도 장성군 황룡면 전라남도 진도군 지산면 |
| 와운리   | 전라남도 영암군 금정면 |
| 와읍리   | 경상북도 경주시 문무대왕면 |
| 와천리   | 전라남도 화순군 백아면 |
| 와초리   | 경기도 연천군 연천읍 충청남도 서천군 화양면 전북특별자치도 익산시 성당면 |
| 와촌리   | 충청남도 청양군 정산면 세종특별자치시 연서면 전북특별자치도 고창군 고수면 전라남도 신안군 암태면 |
| 와현리   | 경기도 이천시 장호원읍 경상남도 거제시 일운면 |
| 와흘리   | 제주특별자치도 제주시 조천읍 |
| 완대리   | 경상남도 거창군 주상면 |
| 완오리   | 충청북도 충주시 대소원면 |
| 완장리   | 경기도 용인시 처인구 남사읍 경상북도 문경시 가은읍 |
| 완전리   | 경상북도 구미시 선산읍 경상북도 영천시 신녕면 |
| 완창리   | 전북특별자치도 완주군 운주면 |
| 완포리   | 충청남도 서천군 화양면 |
| 왕궁리   | 전북특별자치도 익산시 왕궁면 |
| 왕능리   | 경상북도 문경시 가은읍 |
| 왕대리   | 경기도 여주시 세종대왕면 충청남도 계룡시 두마면 |
| 왕덕리   | 충청남도 논산시 부적면 |
| 왕림리   | 경기도 연천군 군남면 경기도 화성시 봉담읍 충청남도 천안시 서북구 성환읍 전라북도 임실군 성수면 |
| 왕방리   | 전라북도 임실군 성수면 |
| 왕산리   | 경기도 용인시 처인구 모현읍 강원특별자치도 강릉시 왕산면 전라남도 무안군 삼향읍 경상북도 영천시 신녕면 경상남도 창녕군 대지면 |
| 왕신리   | 경상북도 경주시 강동면 경상북도 예천군 예천읍 |
| 왕암리   | 충청남도 논산시 가야곡면 |
| 왕장리   | 충청북도 음성군 감곡면 |
| 왕전리   | 충청남도 논산시 광석면 |
| 왕정리   | 충청남도 서산시 성연면 전라남도 화순군 도암면 |
| 왕지리   | 경상남도 진주시 명석면 |
| 왕진리   | 충청남도 청양군 청남면 |
| 왕창리   | 경기도 양평군 강하면 |
| 왕촌리   | 전북특별자치도 고창군 해리면 경상남도 산청군 오부면 |
| 왕태리   | 경상북도 문경시 영순면 |
| 왕포리   | 충청남도 부여군 부여읍 |
| 왕피리   | 경상북도 울진군 금강송면 |
| 왜관리   | 경상북도 칠곡군 왜관읍 |
| 외리     | 인천광역시 옹진군 영흥면 충청남도 부여군 규암면 경상북도 고령군 대가야읍 |
| 외가천리 | 경기도 안성시 원곡면 |
| 외간리   | 경상남도 거제시 거제면 |
| 외감리   | 경상북도 김천시 대덕면 경상남도 창원시 의창구 북면 |
| 외고리   | 경상남도 산청군 신안면 |
| 외곡리   | 전라남도 구례군 토지면 경상북도 의성군 비안면 경상남도 고성군 동해면 경상남도 합천군 합천읍 |
| 외공리   | 경상남도 산청군 시천면 |
| 외광리   | 울산광역시 울주군 온양읍 |
| 외구리   | 경상남도 사천시 서포면 |
| 외궁리   | 전라북도 진안군 성수면 |
| 외기리   | 경상북도 성주군 벽진면 |
| 외남리   | 전라남도 신안군 도초면 |
| 외동리   | 전라남도 담양군 창평면 전라남도 장흥군 관산읍 |
| 외라리   | 충청남도 예산군 덕산면 |
| 외량리   | 대구광역시 군위군 군위읍 |
| 외령리   | 충청북도 괴산군 불정면 |
| 외룡리   | 경기도 여주시 북내면 강원특별자치도 영월군 김삿갓면 |
| 외면리   | 강원특별자치도 고성군 수동면 |
| 외반리   | 전라남도 무안군 현경면 |
| 외방리   | 경기도 남양주시 수동면 |
| 외병도리 | 전라남도 진도군 조도면 |
| 외부리   | 충청남도 금산군 군북면 경상남도 창녕군 창녕읍 |
| 외사리   | 경기도 여주시 흥천면 충청북도 괴산군 칠성면 경상남도 합천군 가회면 |
| 외산리   | 전라남도 구례군 산동면 경상남도 고성군 동해면 경상남도 밀양시 상남면 경상남도 창원시 의창구 북면 |
| 외삼리   | 경상북도 봉화군 봉성면 |
| 외삼포리 | 강원특별자치도 홍천군 화촌면 |
| 외석리   | 경상남도 양산시 상북면 |
| 외선미리 | 경상북도 울진군 온정면 |
| 외성리   | 충청남도 논산시 부적면 |
| 외송리   | 경상남도 산청군 신안면 |
| 외암리   | 충청남도 아산시 송악면 경상남도 함안군 여항면 |
| 외어리   | 경상북도 문경시 마성면 |
| 외연도리 | 충청남도 보령시 오천면 |
| 외예리   | 경상북도 구미시 고아읍 |
| 외율리   | 경상남도 진주시 명석면 |
| 외이리   | 전라북도 순창군 유등면 |
| 외입리   | 전라남도 해남군 황산면 |
| 외정리   | 경상북도 의성군 다인면 |
| 외조리   | 경상남도 의령군 칠곡면 |
| 외중방리 | 충청북도 단양군 단성면 |
| 외천리   | 충청북도 청주시 서원구 남이면 |
| 외초리   | 전라남도 고흥군 봉래면 경상남도 합천군 쌍백면 |
| 외촌리   | 강원특별자치도 철원군 철원읍 경상북도 경산시 용성면 |
| 외추리   | 전라남도 담양군 금성면 |
| 외치리   | 전라남도 함평군 월야면 |
| 외칠리   | 경상북도 경주시 산내면 |
| 외토리   | 경상남도 합천군 삼가면 |
| 외평리   | 경기도 여주시 금사면 |
| 외포리   | 인천광역시 강화군 내가면 경상남도 거제시 장목면 |
| 외하리   | 전북특별자치도 부안군 부안읍 경상북도 안동시 남선면 |
| 외호리   | 전라남도 해남군 마산면 |
| 외화리   | 전라북도 고창군 신림면 |
| 요리     | 경기도 화성시 향남읍 |
| 요고리   | 경상남도 밀양시 청도면 |
| 요곡리   | 충청남도 서천군 마산면 전라남도 순천시 주암면 |
| 요광리   | 충청남도 금산군 추부면 |
| 요당리   | 경기도 화성시 양감면 |
| 요룡리   | 충청남도 공주시 의당면 |
| 요방리   | 충청남도 천안시 서북구 성거읍 |
| 요성리   | 경상북도 문경시 문경읍 |
| 요원리   | 경상북도 영양군 석보면 |
| 요장리   | 경상남도 창원시 마산합포구 진동면 |
| 용리     | 대구광역시 달성군 유가읍 울산광역시 울주군 서생면 충청남도 예산군 고덕면 전라남도 화순군 남면 경상북도 고령군 쌍림면 |
| 용각리   | 경상북도 성주군 월항면 경상북도 안동시 일직면 |
| 용강리   | 경기도 김포시 월곶면 충청북도 영동군 용화면 충청북도 증평군 증평읍 전라남도 광양시 광양읍 전라남도 구례군 용방면 전라남도 장성군 장성읍 전라남도 장흥군 장평면 전라남도 화순군 도암면 경상남도 창원시 의창구 동읍 경상남도 하동군 화개면 |
| 용계리   | 대구광역시 달성군 가창면 충청북도 음성군 금왕읍 충청북도 청주시 청원구 북이면 전북특별자치도 고창군 아산면 전북특별자치도 부안군 백산면 전북특별자치도 장수군 장수읍 전라남도 순천시 상사면 경상북도 성주군 용암면 경상북도 안동시 길안면 경상북도 영천시 북안면 경상북도 영천시 화남면 경상남도 합천군 합천읍 |
| 용곡리   | 강원특별자치도 원주시 호저면 충청북도 보은군 회인면 충청북도 제천시 청풍면 충청북도 청주시 상당구 미원면 충청남도 서천군 시초면 전라남도 광양시 옥룡면 전라남도 나주시 봉황면 전라남도 장성군 장성읍 전라남도 장흥군 장동면 전라남도 화순군 북면 전라남도 화순군 춘양면 경상북도 의성군 다인면 경상북도 의성군 단밀면 경상북도 포항시 북구 흥해읍 |
| 용곽리   | 전북특별자치도 정읍시 감곡면 |
| 용광리   | 전북특별자치도 장수군 천천면 |
| 용교리   | 충청북도 충주시 동량면 전북특별자치도 고창군 성내면 |
| 용궁리   | 충청남도 예산군 신암면 전북특별자치도 남원시 주천면 |
| 용기리   | 충청북도 진천군 초평면 전북특별자치도 고창군 심원면 전북특별자치도 익산시 낭산면 경상북도 의성군 안계면 경상북도 포항시 북구 기북면 |
| 용남리   | 경상북도 의성군 비안면 |
| 용내리   | 전북특별자치도 순창군 풍산면 |
| 용능리   | 전라남도 순천시 낙안면 |
| 용담리   | 경기도 양평군 양서면 경기도 여주시 산북면 강원특별자치도 화천군 사내면 세종특별자치시 금남면 전북특별자치도 남원시 주천면 경상북도 상주시 사벌국면 경상남도 창원시 마산회원구 내서읍 |
| 용당리   | 충청북도 영동군 심천면 충청남도 부여군 구룡면 충청남도 청양군 화성면 전라남도 고흥군 두원면 전라남도 영암군 삼호읍 경상북도 경주시 양북면 경상남도 사천시 사천읍 경상남도 양산시 원동면 제주특별자치도 제주시 한경면 |
| 용대리   | 대구광역시 군위군 군위읍 강원특별자치도 인제군 북면 충청북도 음성군 삼성면 충청북도 충주시 앙성면 전북특별자치도 고창군 상하면 전라남도 담양군 대덕면 |
| 용덕리   | 충청북도 진천군 백곡면 전북특별자치도 진안군 주천면 전라남도 영광군 법성면 경상북도 영덕군 지품면 경상북도 포항시 남구 오천읍 경상남도 김해시 한림면 |
| 용동리   | 충청남도 계룡시 신도안면 충청남도 예산군 삽교읍 전라남도 고흥군 도덕면 전라남도 보성군 복내면 전라남도 해남군 옥천면 경상북도 경주시 문무대왕면 |
| 용두리   | 경기도 안성시 공도읍 경기도 안성시 미양면 경기도 양평군 청운면 경기도 화성시 서신면 충청북도 청주시 청원구 오창읍 충청남도 당진시 고대면 충청남도 부여군 은산면 충청남도 아산시 탕정면 충청남도 예산군 광시면 충청남도 천안시 동남구 병천면 충청남도 청양군 남양면 충청남도 청양군 정산면 전북특별자치도 익산시 용안면 전북특별자치도 임실군 오수면 전라남도 구례군 토지면 전라남도 장성군 북하면 전라남도 함평군 나산면 전라남도 화순군 춘양면 경상북도 예천군 효자면 경상북도 포항시 북구 청하면 |
| 용둔리   | 강원특별자치도 횡성군 우천면 |
| 용마리   | 충청남도 청양군 남양면 전라북도 김제시 황산면 |
| 용면리   | 경기도 이천시 신둔면 |
| 용명리   | 경상북도 경주시 건천읍 |
| 용몽리   | 충청북도 진천군 덕산읍 |
| 용무리   | 경상북도 의성군 다인면 |
| 용문리   | 전라남도 보성군 보성읍 전라남도 장흥군 유치면 |
| 용미리   | 경기도 파주시 광탄면 |
| 용반리   | 전북특별자치도 고창군 흥덕면 전라남도 고흥군 두원면 전라남도 보성군 웅치면 전라남도 장흥군 부산면 전라남도 화순군 이양면 |
| 용방리   | 충청북도 옥천군 이원면 |
| 용복리   | 전라북도 김제시 금구면 전라북도 완주군 경천면 |
| 용봉리   | 충청남도 공주시 우성면 전라남도 곡성군 목사동면 경상북도 성주군 초전면 경상북도 의성군 신평면 경상남도 진주시 지수면 |
| 용부원리 | 충청북도 단양군 대강면 |
| 용사리   | 전라남도 곡성군 목사동면 경상북도 성주군 가천면 경상북도 의성군 구천면 |
| 용산리   | 경기도 파주시 진동면 강원특별자치도 정선군 임계면 강원특별자치도 춘천시 신북읍 강원특별자치도 평창군 대관령면 충청북도 영동군 용산면 충청북도 음성군 음성읍 충청북도 진천군 초평면 충청북도 충주시 엄정면 충청남도 논산시 은진면 충청남도 서천군 한산면 충청남도 홍성군 홍북읍 전북특별자치도 고창군 부안면 전북특별자치도 김제시 금산면 전북특별자치도 남원시 덕과면 전북특별자치도 남원시 운봉읍 전북특별자치도 순창군 팔덕면 전북특별자치도 익산시 황등면 전북특별자치도 임실군 관촌면 전라남도 고흥군 두원면 전라남도 나주시 노안면 전라남도 무안군 일로읍 전라남도 보성군 겸백면 전라남도 영암군 덕진면 전라남도 영암군 신북면 전라남도 영암군 학산면 전라남도 장성군 진원면 전라남도 함평군 해보면 전라남도 해남군 옥천면 경상북도 경산시 용성면 경상북도 구미시 도개면 경상북도 성주군 성주읍 경상북도 영주시 안정면 경상북도 영천시 자양면 경상북도 예천군 예천읍 경상북도 청도군 매전면 경상북도 칠곡군 지천면 경상북도 포항시 남구 오천읍 경상남도 거창군 가북면 경상남도 고성군 거류면 경상남도 사천시 곤명면 경상남도 진주시 명석면 경상남도 창녕군 남지읍 경상남도 함안군 칠원읍 |
| 용상리   | 전라남도 강진군 작천면 경상북도 영주시 이산면 |
| 용서리   | 전라북도 부안군 상서면 전라북도 완주군 이서면 |
| 용석리   | 강원특별자치도 영월군 주천면 경상남도 창녕군 창녕읍 |
| 용설리   | 경기도 안성시 죽산면 |
| 용성리   | 경기도 평택시 안중읍 충청북도 음성군 삼성면 충청남도 공주시 이인면 전북특별자치도 김제시 부량면 전북특별자치도 익산시 용동면 전라남도 영광군 법성면 전라남도 함평군 대동면 경상북도 성주군 초전면 경상남도 밀양시 삼랑진읍 경상남도 함안군 칠서면 |
| 용소리   | 부산광역시 기장군 장안읍 경기도 화성시 양감면 강원특별자치도 양양군 서면 전라남도 강진군 군동면 전라남도 신안군 비금면 전라남도 영암군 학산면 경상북도 고령군 성산면 경상북도 영천시 화북면 경상남도 남해군 이동면 경상남도 의령군 용덕면 경상남도 창녕군 대지면 |
| 용수리   | 부산광역시 기장군 정관읍 경기도 광주시 초월읍 경기도 화성시 정남면 강원특별자치도 홍천군 남면 충청북도 보은군 내북면 충청남도 공주시 신풍면 충청남도 보령시 미산면 전북특별자치도 고창군 공음면 전북특별자치도 김제시 용지면 전북특별자치도 임실군 강진면 전라남도 담양군 창평면 경상북도 칠곡군 가산면 제주특별자치도 제주시 한경면 |
| 용순리   | 전라북도 익산시 금마면 |
| 용신리   | 충청남도 태안군 근흥면 전북특별자치도 김제시 봉남면 경상북도 상주시 공성면 경상북도 성주군 선남면 |
| 용아리   | 경상남도 진주시 금산면 |
| 용안리   | 경상북도 상주시 공성면 경상남도 고성군 개천면 |
| 용암리   | 울산광역시 울주군 청량읍 경기도 남양주시 별내면 경기도 양주시 은현면 강원특별자치도 고성군 토성면 강원특별자치도 원주시 신림면 강원특별자치도 원주시 귀래면 강원특별자치도 화천군 하남면 충청북도 보은군 보은읍 충청북도 영동군 황간면 충청남도 서산시 고북면 충청남도 천안시 동남구 북면 세종특별자치시 연서면 세종특별자치시 장군면 전북특별자치도 김제시 용지면 전북특별자치도 완주군 봉동읍 전북특별자치도 완주군 상관면 전북특별자치도 임실군 신평면 전라남도 담양군 월산면 전라남도 보성군 문덕면 전라남도 순천시 상사면 전라남도 영광군 군남면 전라남도 함평군 월야면 전라남도 해남군 문내면 경상북도 경산시 압량읍 경상북도 김천시 농소면 경상북도 성주군 벽진면 경상북도 영주시 부석면 경상북도 예천군 유천면 경상남도 거창군 가북면 경상남도 진주시 대곡면 경상남도 진주시 이반성면 |
| 용앙리   | 전라남도 영암군 삼호읍 |
| 용양리   | 강원특별자치도 철원군 김화읍 |
| 용연리   | 강원특별자치도 삼척시 하장면 강원특별자치도 철원군 원동면 전북특별자치도 익산시 삼기면 전북특별자치도 익산시 춘포면 전라남도 담양군 용면 경상북도 문경시 문경읍 경상북도 의성군 의성읍 경상남도 양산시 하북면 |
| 용와리   | 경상남도 고성군 구만면 |
| 용운리   | 전북특별자치도 임실군 운암면 전라남도 강진군 대구면 |
| 용원리   | 충청북도 충주시 신니면 충청남도 천안시 동남구 성남면 |
| 용월리   | 경기도 안성시 삼죽면 전라남도 강진군 신전면 전라남도 무안군 무안읍 전라남도 함평군 월야면 |
| 용유리   | 경상북도 상주시 화북면 |
| 용은리   | 경기도 여주시 세종대왕면 |
| 용일리   | 전라남도 해남군 북일면 |
| 용잠리   | 경상남도 창원시 의창구 동읍 |
| 용장리   | 충청남도 서산시 운산면 전라남도 진도군 군내면 경상북도 경주시 내남면 |
| 용전리   | 강원특별자치도 평창군 용평면 충청북도 충주시 중앙탑면 전북특별자치도 순창군 쌍치면 전라남도 나주시 봉황면 전라남도 보성군 복내면 전라남도 보성군 조성면 전라남도 순천시 해룡면 전라남도 장흥군 관산읍 전라남도 해남군 마산면 경상북도 경산시 용성면 경상북도 영덕군 달산면 경상북도 영천시 고경면 경상북도 영천시 대창면 경상북도 포항시 북구 흥해읍 경상남도 밀양시 산내면 경상남도 밀양시 삼랑진읍 경상남도 창원시 의창구 동읍 |
| 용정리   | 인천광역시 강화군 강화읍 경기도 남양주시 진건읍 경기도 포천시 군내면 충청북도 진천군 초평면 충청남도 부여군 부여읍 충청남도 천안시 동남구 풍세면 충청남도 천안시 서북구 입장면 전북특별자치도 고창군 상하면 전북특별자치도 임실군 오수면 전북특별자치도 정읍시 소성면 전라남도 고흥군 도양읍 전라남도 곡성군 죽곡면 전라남도 구례군 용방면 전라남도 무안군 현경면 전라남도 보성군 미력면 전라남도 장성군 동화면 전라남도 함평군 월야면 전라남도 해남군 해남읍 경상북도 성주군 용암면 경상남도 고성군 동해면 경상남도 창원시 의창구 동읍 경상남도 함안군 칠원읍 |
| 용주리   | 전라남도 여수시 화양면 |
| 용지리   | 충청남도 금산군 추부면 전라북도 김제시 금구면 전라북도 익산시 함열읍 경상남도 밀양시 부북면 경상남도 합천군 용주면 |
| 용진리   | 충청북도 단양군 영춘면 충청남도 금산군 복수면 |
| 용천리   | 부산광역시 기장군 일광읍 경기도 양평군 옥천면 경기도 용인시 처인구 백암면 강원특별자치도 양양군 서면 충청북도 충주시 살미면 충청남도 청양군 비봉면 경상북도 경산시 와촌면 경상북도 경산시 용성면 경상북도 영천시 청통면 경상북도 의성군 비안면 경상북도 포항시 북구 흥해읍 |
| 용촌리   | 강원특별자치도 고성군 토성면 충청북도 보은군 회인면 충청북도 옥천군 안내면 충청북도 음성군 맹동면 |
| 용치리   | 전라남도 담양군 용면 경상남도 사천시 용현면 |
| 용탄리   | 강원특별자치도 정선군 정선읍 |
| 용태리   | 경상남도 고성군 하일면 |
| 용평리   | 전북특별자치도 진안군 상전면 경상북도 영덕군 달산면 경상북도 영천시 화산면 경상남도 함양군 함양읍 |
| 용포리   | 경기도 화성시 송산면 충청북도 충주시 앙성면 세종특별자치시 금남면 전북특별자치도 무주군 무주읍 전북특별자치도 진안군 성수면 전라남도 무안군 삼향읍 경상북도 상주시 낙동면 |
| 용하리   | 강원특별자치도 고성군 거진읍 강원특별자치도 양구군 국토정중앙면 |
| 용학리   | 전라남도 무안군 해제면 |
| 용한리   | 경상북도 포항시 북구 흥해읍 |
| 용항리   | 강원특별자치도 평창군 평창읍 |
| 용현리   | 충청남도 서산시 운산면 세종특별자치시 장군면 |
| 용혈리   | 경상북도 영주시 평은면 |
| 용호리   | 강원특별자치도 양양군 강현면 강원특별자치도 화천군 간동면 충청북도 보은군 회남면 충청북도 옥천군 군북면 충청남도 홍성군 결성면 전북특별자치도 김제시 금산면 전북특별자치도 정읍시 옹동면 전라남도 보성군 노동면 전라남도 진도군 임회면 경상북도 김천시 감천면 경상북도 김천시 구성면 경상북도 상주시 모동면 경상북도 영천시 대창면 경상남도 통영시 광도면 경상남도 통영시 한산면 |
| 용화리   | 강원특별자치도 삼척시 근덕면 충청북도 영동군 용화면 충청남도 금산군 제원면 충청남도 논산시 채운면 전북특별자치도 익산시 왕궁면 전라남도 강진군 신전면 경상북도 영양군 일월면 경상북도 영천시 자양면 |
| 용흥리   | 충청남도 홍성군 금마면 전북특별자치도 완주군 용진읍 전북특별자치도 정읍시 고부면 전라남도 강진군 도암면 전라남도 담양군 월산면 전라남도 영암군 금정면 전라남도 영암군 영암읍 전라남도 장성군 서삼면 경상북도 고령군 덕곡면 경상북도 성주군 대가면 경상남도 합천군 삼가면 |
| 우각리   | 경상북도 포항시 북구 신광면 |
| 우감리   | 경상북도 예천군 개포면 |
| 우강리   | 경상남도 창녕군 도천면 |
| 우거리   | 경상남도 함안군 법수면 |
| 우검리   | 경상북도 경산시 남산면 |
| 우계리   | 경상북도 예천군 예천읍 경상남도 김해시 상동면 경상남도 하동군 적량면 |
| 우고리   | 경기도 양주시 광적면 |
| 우곡리   | 경기도 이천시 백사면 전북특별자치도 순창군 풍산면 전라남도 영광군 불갑면 경상북도 문경시 산북면 경상북도 봉화군 봉성면 경상북도 영덕군 남정면 경상북도 영덕군 영덕읍 경상북도 영주시 부석면 경상북도 예천군 은풍면 경상남도 밀양시 삼랑진읍 경상남도 합천군 용주면 |
| 우곤리   | 충청남도 논산시 성동면 |
| 우구치리 | 경상북도 봉화군 춘양면 |
| 우근리   | 전라남도 해남군 송지면 |
| 우금리   | 경기도 포천시 가산면 |
| 우기리   | 충청남도 논산시 채운면 경상북도 상주시 은척면 |
| 우덕리   | 충청북도 단양군 매포읍 전라북도 정읍시 덕천면 |
| 우동리   | 전북특별자치도 부안군 보안면 경상남도 김해시 진영읍 경상남도 통영시 광도면 |
| 우두리   | 전라남도 여수시 돌산읍 전라남도 완도군 약산면 |
| 우라리   | 충청남도 서천군 판교면 경상북도 경주시 산내면 |
| 우래리   | 경상북도 예천군 보문면 |
| 우령리   | 전라북도 정읍시 신태인읍 |
| 우로리   | 경상북도 문경시 호계면 |
| 우록리   | 대구광역시 달성군 가창면 충청북도 청주시 서원구 현도면 |
| 우망리   | 경상북도 예천군 풍양면 |
| 우매리   | 충청북도 영동군 황간면 |
| 우명리   | 경상남도 함양군 수동면 |
| 우목리   | 경상북도 포항시 북구 흥해읍 |
| 우물리   | 경상북도 상주시 중동면 |
| 우발리   | 강원특별자치도 삼척시 노곡면 |
| 우복리   | 경상북도 포항시 남구 연일읍 경상남도 하동군 양보면 |
| 우본리   | 경상북도 문경시 산양면 |
| 우봉리   | 울산광역시 울주군 온산읍 전라남도 화순군 춘양면 |
| 우사리   | 경상남도 산청군 차황면 |
| 우산리   | 경기도 광주시 퇴촌면 충청북도 옥천군 동이면 충청북도 청주시 청원구 내수읍 충청남도 당진시 정미면 전북특별자치도 정읍시 정우면 전라남도 광양시 광양읍 전라남도 나주시 남평읍 전라남도 보성군 보성읍 전라남도 순천시 별량면 전라남도 순천시 송광면 전라남도 장흥군 장평면 전라남도 장흥군 장흥읍 경상북도 상주시 외서면 경상북도 청도군 각북면 경상남도 고성군 고성읍 |
| 우수리   | 경상남도 진주시 명석면 |
| 우신리   | 충청남도 천안시 서북구 성환읍 |
| 우암리   | 강원특별자치도 양양군 손양면 경상남도 창원시 의창구 대산면 |
| 우용리   | 강원특별자치도 횡성군 둔내면 |
| 우월리   | 전라북도 완주군 화산면 |
| 우이도리 | 전라남도 신안군 도초면 |
| 우일리   | 전라북도 정읍시 정우면 |
| 우전리   | 전라남도 신안군 증도면 |
| 우정리   | 경기도 연천군 미산면 |
| 우진리   | 충청북도 보은군 삼승면 |
| 우천리   | 경기도 광주시 남종면 충청북도 영동군 황간면 전라남도 고흥군 영남면 전라남도 보성군 조성면 경상북도 영천시 청통면 경상남도 사천시 사남면 경상남도 창녕군 고암면 |
| 우치리   | 전라남도 장성군 삼서면 전라남도 함평군 나산면 전라남도 화순군 도암면 |
| 우평리   | 전북특별자치도 고창군 고수면 전라남도 영광군 영광읍 |
| 우포리   | 전북특별자치도 부안군 줄포면 |
| 우하리   | 경상북도 상주시 공성면 |
| 우학리   | 전라남도 여수시 남면 |
| 우항리   | 강원특별자치도 횡성군 우천면 전라남도 해남군 황산면 경상북도 영천시 임고면 |
| 우혜리   | 경상남도 거창군 가북면 |
| 욱곡리   | 전라남도 나주시 봉황면 |
| 욱금리   | 경상북도 영주시 풍기읍 |
| 운리     | 경상남도 산청군 단성면 |
| 운계리   | 강원특별자치도 원주시 귀래면 경상북도 봉화군 상운면 경상남도 의령군 궁류면 |
| 운곡리   | 충청북도 괴산군 청안면 충청남도 공주시 탄천면 충청남도 예산군 응봉면 충청남도 홍성군 갈산면 전북특별자치도 고창군 아산면 전북특별자치도 완주군 용진읍 전북특별자치도 완주군 화산면 전라남도 곡성군 오산면 전라남도 광양시 옥룡면 전라남도 보성군 문덕면 경상북도 김천시 남면 경상북도 안동시 도산면 경상북도 의성군 금성면 경상남도 의령군 용덕면 경상남도 함안군 산인면 경상남도 함안군 칠원읍 경상남도 함양군 서하면 경상북도 합천군 쌍백면 |
| 운교리   | 강원특별자치도 평창군 방림면 충청북도 괴산군 청천면 충청북도 청주시 상당구 미원면 충청남도 아산시 둔포면 전라북도 남원시 대산면 전라북도 진안군 백운면 전라남도 곡성군 겸면 전라남도 담양군 담양읍 전라남도 함평군 대동면 |
| 운궁리   | 충청남도 공주시 정안면 |
| 운남리   | 강원특별자치도 원주시 귀래면 전북특별자치도 순창군 구림면 경상북도 김천시 남면 |
| 운농리   | 전라남도 화순군 동면 |
| 운당리   | 세종특별자치시 소정면 전라남도 영광군 묘량면 |
| 운대리   | 전라남도 고흥군 두원면 경상북도 경주시 서면 |
| 운룡리   | 전라남도 순천시 주암면 |
| 운림리   | 전북특별자치도 순창군 적성면 전라남도 보성군 겸백면 경상남도 함양군 함양읍 |
| 운문리   | 경상북도 영주시 이산면 |
| 운봉리   | 강원특별자치도 고성군 토성면 전북특별자치도 진안군 주천면 전라남도 나주시 다시면 경상남도 창녕군 성산면 경상남도 합천군 청덕면 |
| 운북리   | 전라북도 순창군 구림면 |
| 운산리   | 대구광역시 군위군 산성면 경기도 포천시 창수면 충청남도 당진시 합덕읍 충청남도 서산시 대산읍 충청남도 예산군 광시면 전북특별자치도 부안군 변산면 전북특별자치도 완주군 화산면 전북특별자치도 진안군 진안읍 전라남도 나주시 동강면 전라남도 담양군 대덕면 전라남도 화순군 남면 경상북도 고령군 운수면 경상북도 성주군 용암면 경상북도 안동시 일직면 경상북도 청도군 청도읍 경상남도 함양군 백전면 |
| 운서리   | 경상남도 함안군 칠원읍 경상남도 함양군 휴천면 |
| 운수리   | 경기도 남양주시 수동면 전라북도 임실군 관촌면 경상북도 김천시 대항면 경상남도 하동군 화개면 |
| 운심리   | 경기도 양평군 강하면 |
| 운악리   | 경기도 가평군 조종면 |
| 운암리   | 경기도 양주시 은현면 충청북도 청주시 상당구 미원면 충청남도 공주시 사곡면 충청남도 공주시 이인면 전북특별자치도 순창군 쌍치면 전북특별자치도 임실군 운암면 전라남도 담양군 대덕면 전라남도 영암군 덕진면 경상남도 의령군 가례면 경상남도 하동군 양보면 |
| 운양리   | 전라북도 고창군 부안면 |
| 운용리   | 충청북도 청주시 상당구 미원면 충청남도 아산시 둔포면 충청남도 천안시 동남구 북면 충청남도 홍성군 광천읍 |
| 운월리   | 충청남도 홍성군 홍동면 전라남도 순천시 월등면 전라남도 장흥군 유치면 전라남도 화순군 도암면 |
| 운장리   | 강원특별자치도 철원군 김화읍 |
| 운전리   | 충청남도 천안시 동남구 목천읍 전라남도 해남군 북일면 경상남도 밀양시 부북면 |
| 운정리   | 경기도 평택시 현덕면 충청남도 당진시 신평면 전북특별자치도 임실군 운암면 경상북도 성주군 벽진면 경상남도 밀양시 무안면 |
| 운제리   | 전라북도 완주군 화산면 |
| 운종리   | 전라북도 임실군 운암면 |
| 운주리   | 전라남도 장흥군 용산면 |
| 운천리   | 경기도 파주시 문산읍 경기도 포천시 영북면 전라남도 구례군 간전면 전라남도 순천시 별량면 경상북도 영천시 대창면 경상남도 진주시 일반성면 |
| 운촌리   | 경기도 여주시 북내면 |
| 운치리   | 강원특별자치도 정선군 신동읍 충청남도 부여군 내산면 |
| 운평리   | 경기도 화성시 우정읍 전라남도 광양시 옥룡면 전라남도 순천시 서면 경상북도 상주시 낙동면 |
| 운학리   | 강원특별자치도 영월군 무릉도원면 충청북도 제천시 백운면 전북특별자치도 정읍시 영원면 |
| 운호리   | 전라북도 부안군 진서면 |
| 운화리   | 울산광역시 울주군 온양읍 |
| 운회리   | 전라북도 군산시 개정면 |
| 운흥리   | 전라남도 장흥군 안양면 경상북도 상주시 화북면 |
| 울곡리   | 경상북도 김천시 지례면 |
| 울대리   | 경기도 양주시 장흥면 |
| 울도리   | 인천광역시 옹진군 덕적면 |
| 울옥리   | 경상북도 경산시 자인면 |
| 웅곡리   | 전라남도 신안군 하의면 경상북도 구미시 무을면 경상남도 함양군 함양읍 |
| 웅교리   | 경기도 안성시 공도읍 |
| 웅담리   | 경기도 파주시 법원읍 |
| 웅도리   | 충청남도 서산시 대산읍 |
| 웅동리   | 충청북도 괴산군 불정면 경상남도 밀양시 무안면 |
| 웅북리   | 충청북도 영동군 추풍령면 |
| 웅소성리 | 충청남도 서산시 해미면 |
| 웅진리   | 강원특별자치도 양구군 양구읍 |
| 웅천리   | 부산광역시 기장군 철마면 |
| 웅평리   | 경상남도 함양군 유림면 |
| 웅포리   | 전라북도 익산시 웅포면 |
| 원리     | 부산광역시 기장군 일광읍 경기도 화성시 매송면 강원특별자치도 양구군 국토정중앙면 충청북도 청주시 청원구 오창읍 세종특별자치시 조치원읍 전라남도 화순군 사평면 전라남도 화순군 백아면 경상북도 경산시 남천면 경상북도 구미시 무을면 경상북도 구미시 선산읍 경상북도 안동시 일직면 경상북도 영주시 이산면 경상북도 청도군 청도읍 경상북도 포항시 남구 오천읍 경상남도 산청군 시천면 경상남도 양산시 원동면 |
| 원강리   | 전라남도 담양군 고서면 |
| 원계리   | 경상남도 진주시 수곡면 경상남도 창원시 마산회원구 내서읍 |
| 원곡리   | 충청북도 충주시 엄정면 전라남도 나주시 금천면 경상북도 예천군 호명면 |
| 원교리   | 대구광역시 달성군 현풍읍 |
| 원구리   | 경상북도 영덕군 영해면 |
| 원기리   | 전라남도 완주군 구이면 경상북도 영천시 금호읍 |
| 원길리   | 강원특별자치도 평창군 봉평면 충청남도 서천군 기산면 |
| 원남리   | 충청북도 보은군 삼승면 충청남도 논산시 성동면 충청남도 아산시 음봉면 |
| 원내리   | 경상남도 진주시 수곡면 |
| 원달리   | 전라남도 구례군 산동면 전라남도 곡성군 죽곡면 |
| 원당리   | 경기도 광주시 퇴촌면 경기도 연천군 장남면 강원특별자치도 고성군 거진읍 강원특별자치도 양구군 동면 강원특별자치도 평창군 평창읍 충청북도 영동군 양산면 충청북도 음성군 감곡면 충청남도 부여군 양화면 경상북도 경산시 자인면 경상북도 영천시 북안면 경상북도 의성군 의성읍 경상남도 합천군 초계면 |
| 원대리   | 강원특별자치도 인제군 인제읍 충청북도 제천시 수산면 |
| 원덕리   | 경기도 양평군 양평읍 충청북도 진천군 진천읍 충청남도 천안시 동남구 광덕면 전라남도 장성군 북이면 |
| 원도리   | 전라남도 장흥군 장흥읍 |
| 원동리   | 강원특별자치도 홍천군 두촌면 충청북도 옥천군 이원면 충청남도 당진시 면천면 전라남도 완도군 군외면 |
| 원두리   | 경기도 이천시 모가면 충청남도 서천군 서면 |
| 원등리   | 전라남도 곡성군 삼기면 전라남도 장흥군 유치면 |
| 원류리   | 경상북도 예천군 용문면 |
| 원리리   | 경상북도 영양군 석보면 |
| 원림리   | 경상북도 안동시 남선면 |
| 원문리   | 충청남도 부여군 장암면 |
| 원박리   | 충청북도 제천시 봉양읍 |
| 원방리   | 전라남도 [[구례군] 구례읍 |
| 원벌리   | 충청남도 서산시 운산면 |
| 원봉리   | 충청남도 논산시 성동면 세종특별자치시 금남면 전라남도 보성군 보성읍 |
| 원부리   | 경기도 여주시 점동면 |
| 원북리   | 충청남도 논산시 성동면 경상북도 문경시 가은읍 경상남도 함안군 군북면 |
| 원산리   | 대구광역시 군위군 의흥면 울산광역시 울주군 온산읍 경기도 김포시 하성면 충청남도 서천군 한산면 전북특별자치도 임실군 지사면 전라남도 신안군 팔금면 전라남도 함평군 신광면 경상남도 통영시 도산면 경상남도 함양군 병곡면 |
| 원산도리 | 충청남도 보령시 오천면 |
| 원서리   | 경상남도 밀양시 산내면 |
| 원선리   | 전라남도 함평군 나산면 |
| 원성리   | 세종특별자치시 전의면 |
| 원소리   | 강원특별자치도 홍천군 북방면 |
| 원송리   | 경상북도 고령군 덕곡면 |
| 원수리   | 충청남도 서천군 장항읍 전라북도 익산시 여산면 |
| 원안리   | 경기도 화성시 우정읍 |
| 원암리   | 경기도 용인시 처인구 남사읍 강원특별자치도 고성군 토성면 |
| 원외리   | 경상남도 진주시 수곡면 |
| 원우리   | 전라북도 군산시 회현면 |
| 원월리   | 충청북도 제천시 백운면 전라남도 광양시 옥곡면 |
| 원율리   | 전라남도 담양군 금성면 |
| 원일전리 | 강원특별자치도 양양군 현북면 |
| 원장리   | 경상북도 상주시 청리면 |
| 원전리   | 경상북도 영덕군 지품면 |
| 원정리   | 경기도 평택시 팽성읍 경기도 평택시 포승읍 충청북도 보은군 마로면 경상북도 청도군 청도읍 |
| 원제리   | 경상북도 영천시 금호읍 |
| 원지리   | 전라남도 화순군 능주면 경상남도 김해시 주촌면 |
| 원직리   | 경상북도 영덕군 강구면 |
| 원진리   | 전라남도 해남군 삼산면 |
| 원창리   | 강원특별자치도 춘천시 동산면 전라남도 순천시 별량면 |
| 원척리   | 경상북도 영덕군 남정면 |
| 원천리   | 경기도 화성시 남양읍 강원특별자치도 화천군 하남면 충청남도 예산군 오가면 충청남도 홍성군 홍동면 전북특별자치도 부안군 백산면 전북특별자치도 임실군 신평면 전라남도 담양군 금성면 전라남도 화순군 도암면 경상북도 안동시 녹전면 경상북도 안동시 도산면 |
| 원청리   | 충청남도 태안군 남면 |
| 원촌리   | 충청북도 영동군 황간면 전북특별자치도 고창군 무장면 전북특별자치도 장수군 계북면 전라남도 구례군 산동면 경상북도 영천시 청통면 경상남도 창녕군 고암면 |
| 원치리   | 충청남도 당진시 우강면 |
| 원통리   | 강원특별자치도 인제군 북면 충청북도 청주시 청원구 내수읍 |
| 원평리   | 경기도 화성시 매송면 강원특별자치도 춘천시 사북면 충청북도 보은군 산외면 충청북도 충주시 신니면 충청남도 서산시 운산면 충청남도 예산군 오가면 전북특별자치도 김제시 금산면 경상남도 통영시 용남면 경상남도 함양군 수동면 |
| 원포리   | 강원특별자치도 양양군 현남면 충청북도 충주시 금가면 전라남도 강진군 마량면 전라남도 진도군 고군면 |
| 원풍리   | 충청북도 괴산군 연풍면 |
| 원항리   | 전라남도 영암군 도포면 |
| 원호리   | 전라남도 해남군 황산면 경상북도 구미시 고아읍 경상북도 안동시 일직면 |
| 원화리   | 전라남도 화순군 도곡면 |
| 원황리   | 경상북도 영덕군 병곡면 |
| 원흥리   | 전라남도 영광군 대마면 경상북도 상주시 사벌면 |
| 월리     | 강원특별자치도 양양군 양양읍 충청남도 서천군 서면 |
| 월가리   | 충청남도 공주시 사곡면 전라남도 진도군 군내면 |
| 월강리   | 전북특별자치도 장수군 장계면 |
| 월경리   | 전라남도 곡성군 삼기면 |
| 월계리   | 충청남도 서산시 부석면 충청남도 홍성군 장곡면 전북특별자치도 진안군 용담면 전라남도 담양군 용면 전라남도 담양군 월산면 전라남도 순천시 승주읍 전라남도 장성군 북일면 전라남도 함평군 월야면 경상북도 김천시 구성면 경상남도 거창군 마리면 경상남도 창원시 의창구 북면 경상남도 합천군 가회면 |
| 월곡리   | 강원특별자치도 춘천시 동면 충청북도 청주시 흥덕구 강내면 충청남도 공주시 계룡면 충청남도 공주시 의당면 충청남도 당진시 송악읍 충청남도 예산군 오가면 전북특별자치도 고창군 고창읍 전북특별자치도 순창군 팔덕면 전북특별자치도 장수군 천천면 전라남도 강진군 옴천면 전라남도 영암군 군서면 전라남도 장성군 남면 전라남도 화순군 도곡면 경상북도 구미시 해평면 경상북도 김천시 농소면 경상북도 김천시 부항면 경상북도 성주군 초전면 경상북도 영천시 화남면 경상북도 청도군 청도읍 경상남도 산청군 생초면 |
| 월곳리   | 인천광역시 강화군 강화읍 |
| 월광리   | 경상남도 합천군 야로면 |
| 월굴리   | 충청북도 제천시 금성면 |
| 월기리   | 충청남도 서천군 기산면 |
| 월길리   | 전라남도 광양시 진월면 |
| 월남리   | 전라남도 강진군 성전면 |
| 월내리   | 부산광역시 기장군 장안읍 |
| 월랑리   | 충청남도 아산시 음봉면 |
| 월령리   | 경상남도 창녕군 영산면 제주특별자치도 제주시 한림읍 |
| 월로리   | 경상북도 상주시 청리면 |
| 월롱리   | 전라남도 영암군 시종면 |
| 월림리   | 충청북도 제천시 금성면 충청남도 홍성군 광천읍 전라북도 고창군 무장면 전라남도 순천시 월등면 경상북도 구미시 도개면 경상남도 함양군 안의면 제주특별자치도 제주시 한림읍 |
| 월막리   | 경상북도 고령군 쌍림면 경상북도 청송군 청송읍 |
| 월매리   | 경상북도 청송군 현동면 |
| 월면리   | 전라북도 임실군 운암면 |
| 월명리   | 강원특별자치도 양구군 양구읍 경상북도 김천시 남면 |
| 월문리   | 경기도 남양주시 와부읍 경기도 화성시 팔탄면 충청북도 괴산군 청천면 |
| 월백리   | 경상남도 창원시 의창구 북면 |
| 월본리   | 전라남도 담양군 대전면 |
| 월봉리   | 강원특별자치도 철원군 원남면 전북특별자치도 김제시 백구면 전라남도 곡성군 곡성읍 전라남도 함평군 나산면 경상북도 청도군 풍각면 |
| 월산리   | 경기도 남양주시 화도읍 경기도 양평군 지평면 강원특별자치도 양구군 해안면 충청남도 공주시 정안면 충청남도 서천군 화양면 충청남도 예산군 삽교읍 충청남도 홍성군 홍성읍 전북특별자치도 고창군 고창읍 전북특별자치도 고창군 성내면 전북특별자치도 고창군 심원면 전북특별자치도 남원시 아영면 전라남도 나주시 금천면 전라남도 담양군 월산면 전라남도 순천시 송광면 전라남도 순천시 황전면 전라남도 여수시 율촌면 전라남도 영광군 대마면 전라남도 영광군 법성면 전라남도 장성군 동화면 전라남도 함평군 학교면 전라남도 화순군 이서면 경상북도 경주시 내남면 경상북도 고령군 운수면 경상남도 밀양시 부북면 |
| 월상리   | 충청북도 충주시 금가면 |
| 월석리   | 전라북도 남원시 산동면 |
| 월선리   | 충청남도 아산시 영인면 전라남도 무안군 청계면 |
| 월성리   | 충청북도 진천군 광혜원면 충청남도 논산시 성동면 전북특별자치도 고창군 성내면 전북특별자치도 임실군 신덕면 전라남도 장성군 북하면 경상북도 고령군 다산면 경상남도 거창군 북상면 경상남도 사천시 사남면 |
| 월소리   | 경상북도 의성군 안사면 |
| 월송리   | 강원특별자치도 원주시 지정면 강원특별자치도 춘천시 서면 충청북도 보은군 보은읍 충청남도 예산군 광시면 전라남도 나주시 동강면 전라남도 영암군 시종면 전라남도 완도군 금일읍 전라남도 장흥군 용산면 전라남도 함평군 대동면 전라남도 해남군 현산면 경상북도 울진군 평해읍 |
| 월승리   | 전북특별자치도 김제시 부량면 |
| 월아리   | 경상남도 진주시 대곡면 |
| 월악리   | 충청북도 제천시 덕산면 전라남도 영암군 시종면 전라남도 함평군 월야면 |
| 월암리   | 충청남도 공주시 계룡면 충청남도 홍성군 금마면 전북특별자치도 고창군 고창읍 전라남도 무안군 일로읍 전라남도 순천시 외서면 전라남도 영광군 묘량면 전라남도 영광군 홍농읍 전라남도 함평군 신광면 경상남도 진주시 대곡면 경상남도 함양군 병곡면 |
| 월야리   | 전라남도 함평군 월야면 |
| 월양리   | 전라남도 나주시 동강면 전라남도 완도군 신지면 |
| 월연리   | 전라북도 군산시 회현면 전라남도 장성군 삼계면 |
| 월오리   | 충청남도 논산시 상월면 경상북도 고령군 우곡면 경상북도 예천군 용궁면 |
| 월외리   | 충청북도 옥천군 안내면 경상북도 청송군 청송읍 |
| 월용리   | 충청북도 청주시 상당구 미원면 전라남도 순천시 월등면 |
| 월운리   | 강원특별자치도 양구군 동면 강원특별자치도 홍천군 영귀미면 경상남도 하동군 진교면 |
| 월잠리   | 경상남도 창원시 의창구 동읍 |
| 월전리   | 충청북도 영동군 용화면 충청북도 옥천군 군서면 충청남도 보령시 남포면 전북특별자치도 김제시 금구면 전라남도 순천시 해룡면 경상북도 안동시 북후면 경상북도 청송군 진보면 |
| 월정리   | 경기도 안성시 일죽면 충청북도 음성군 감곡면 전북특별자치도 순창군 구림면 전라남도 고흥군 남양면 전라남도 장성군 남면 경상북도 청송군 현서면 제주특별자치도 제주시 구좌읍 |
| 월지리   | 전라남도 영암군 신북면 |
| 월천리   | 강원특별자치도 삼척시 원덕읍 강원특별자치도 홍천군 남면 전라북도 부안군 보안면 전라남도 나주시 왕곡면 전라남도 함평군 손불면 경상북도 문경시 산북면 |
| 월촌리   | 전라남도 영광군 낙월면 경상남도 김해시 대동면 경상남도 창원시 의창구 북면 경상남도 함안군 군북면 |
| 월탄리   | 충청북도 청주시 흥덕구 강내면 전북특별자치도 남원시 대강면 부산광역시 기장군 정관읍 울산광역시 울주군 두동면 전북특별자치도 남원시 사매면 전북특별자치도 임실군 성수면 전북특별자치도 진안군 정천면 전라남도 강진군 성전면 전라남도 담양군 월산면 전라남도 영광군 영광읍 전라남도 영암군 금정면 전라남도 장성군 황룡면 전라남도 해남군 옥천면 전라남도 화순군 춘양면 경상북도 포항시 북구 죽장면 경상남도 거창군 남상면 경상남도 고성군 고성읍 경상남도 하동군 횡천면 경상남도 함양군 휴천면 경상남도 합천군 용주면 |
| 월포리   | 경기도 이천시 율면 충청남도 서천군 마서면 전북특별자치도 진안군 상전면 경상북도 예천군 호명면 경상북도 포항시 북구 청하면 |
| 월하리   | 강원특별자치도 철원군 철원읍 세종특별자치시 연서면 전라북도 군산시 임피면 전라남도 강진군 성전면 경상남도 창녕군 남지읍 |
| 월학리   | 강원특별자치도 인제군 북면 |
| 월향리   | 경기도 안성시 고삼면 |
| 월현리   | 강원특별자치도 횡성군 강림면 충청남도 홍성군 홍동면 전북특별자치도 김제시 청하면 전북특별자치도 장수군 계북면 |
| 월호리   | 충청남도 서천군 서면 전라남도 여수시 화정면 전라남도 함평군 학교면 전라남도 해남군 화산면 전라남도 해남군 화원면 경상북도 구미시 해평면 경상북도 영주시 문수면 |
| 월횡리   | 경상남도 하동군 옥종면 |
| 월흥리   | 전라남도 영광군 군남면 경상남도 고성군 하이면 |
| 위리     | 경상북도 안동시 임동면 |
| 위곡리   | 경기도 가평군 설악면 |
| 위라리   | 강원특별자치도 화천군 하남면 충청남도 청양군 운곡면 |
| 위림리   | 충청북도 제천시 금성면 |
| 위만리   | 경상북도 문경시 산양면 |
| 위미리   | 제주특별자치도 서귀포시 남원읍 |
| 위성리   | 대구광역시 군위군 소보면 경상북도 의성군 구천면 |
| 위안리   | 전라남도 구례군 산동면 |
| 위양리   | 울산광역시 울주군 서생면 경상북도 의성군 안계면 경상남도 밀양시 부북면 |
| 위전리   | 경기도 파주시 월롱면 |
| 위중리   | 경상북도 의성군 단밀면 |
| 위천리   | 대구광역시 달성군 논공읍 |
| 위촌리   | 강원특별자치도 강릉시 성산면 |
| 위태리   | 경상남도 하동군 옥종면 |
| 유리     | 경기도 화성시 봉담읍 충청북도 청주시 청원구 오창읍 충청남도 천안시 서북구 입장면 경상북도 고령군 운수면 경상북도 예천군 감천면 경상남도 창녕군 장마면 |
| 유각리   | 전라남도 신안군 자은면 |
| 유강리   | 전라북도 김제시 백구면 경상북도 포항시 남구 연일읍 |
| 유계리   | 충청남도 공주시 의당면 충청남도 서산시 음암면 경상북도 포항시 북구 청하면 경상남도 거제시 하청면 |
| 유곡리   | 대구광역시 달성군 유가읍 강원특별자치도 철원군 근북면 충청북도 영동군 상촌면 충청남도 당진시 송산면 충청남도 보령시 주산면 충청남도 아산시 송악면 전북특별자치도 남원시 인월면 전라남도 나주시 노안면 전라남도 나주시 봉황면 전라남도 담양군 창평면 전라남도 영암군 신북면 경상북도 봉화군 봉화읍 경상북도 상주시 낙동면 경상남도 의령군 지정면 경상남도 진주시 대곡면 |
| 유교리   | 경기도 포천시 군내면 전라남도 무안군 삼향읍 |
| 유구리   | 충청남도 공주시 유구읍 |
| 유금리   | 경상북도 경주시 강동면 |
| 유동리   | 경기도 포천시 일동면 강원특별자치도 평창군 평창읍 강원특별자치도 횡성군 청일면 충청남도 계룡시 엄사면 |
| 유둔리   | 전라남도 고흥군 동강면 |
| 유등리   | 강원특별자치도 강릉시 연곡면 경상북도 청도군 화양읍 경상남도 창원시 의창구 대산면 |
| 유량리   | 전라남도 장흥군 부산면 |
| 유룡리   | 충청남도 공주시 사곡면 |
| 유마리   | 전라남도 화순군 남면 |
| 유목정리 | 강원특별자치도 홍천군 남면 |
| 유봉리   | 충청북도 충주시 엄정면 전라남도 곡성군 죽곡면 |
| 유사리   | 경기도 광주시 곤지암읍 |
| 유산리   | 대구광역시 달성군 구지면 경기도 이천시 호법면 전북특별자치도 순창군 동계면 전라남도 담양군 봉산면 전라남도 보성군 웅치면 경상북도 의성군 구천면 경상남도 창원시 마산합포구 구산면 |
| 유상리   | 충청북도 괴산군 연풍면 경상북도 영천시 북안면 |
| 유서리   | 전라남도 완도군 생일면 경상북도 성주군 선남면 |
| 유성리   | 경상북도 김천시 증산면 경상북도 영천시 화산면 |
| 유송리   | 충청북도 충주시 금가면 충청남도 홍성군 은하면 전라남도 여수시 남면 |
| 유수리   | 경상남도 진주시 내동면 |
| 유수암리 | 제주특별자치도 제주시 애월읍 |
| 유신리   | 전라남도 보성군 율어면 |
| 유암리   | 충청북도 단양군 영춘면 전라북도 남원시 수지면 |
| 유운리   | 경기도 용인시 처인구 포곡읍 |
| 유원리   | 경상남도 함안군 칠원읍 |
| 유월리   | 전라남도 무안군 해제면 경상북도 성주군 월항면 |
| 유전리   | 충청북도 영동군 매곡면 경상북도 영주시 봉현면 경상남도 합천군 대병면 |
| 유점리   | 충청북도 영동군 양강면 |
| 유정리   | 경기도 광주시 도척면 강원특별자치도 철원군 철원읍 전북특별자치도 순창군 풍산면 전북특별자치도 장수군 번암면 전북특별자치도 정읍시 감곡면 전라남도 곡성군 석곡면 전라남도 보성군 복내면 |
| 유천리   | 강원특별자치도 정선군 여량면 강원특별자치도 평창군 대관령면 세종특별자치시 전의면 전북특별자치도 부안군 보안면 전라남도 담양군 창평면 전라남도 신안군 자은면 전라남도 함평군 신광면 전라남도 화순군 동복면 전라남도 화순군 화순읍 경상남도 사천시 사남면 |
| 유촌리   | 경기도 연천군 미산면 강원특별자치도 화천군 간동면 충청북도 음성군 금왕읍 전라북도 순창군 유등면 경상북도 김천시 부항면 |
| 유치리   | 강원특별자치도 홍천군 남면 |
| 유탕리   | 전라남도 장성군 장성읍 |
| 유평리   | 강원특별자치도 정선군 남면 강원특별자치도 횡성군 청일면 충청북도 괴산군 문광면 충청남도 공주시 계룡면 전라남도 순천시 승주읍 전라남도 장성군 삼서면 경상남도 산청군 삼장면 경상남도 함양군 유림면 |
| 유포리   | 경기도 화성시 비봉면 강원특별자치도 춘천시 신북읍 강원특별자치도 평창군 봉평면 충청북도 음성군 금왕읍 |
| 유하리   | 충청북도 괴산군 연풍면 충청남도 공주시 탄천면 경상북도 영천시 북안면 경상남도 합천군 초계면 |
| 유현리   | 경기도 김포시 양촌읍 강원특별자치도 횡성군 서원면 경상남도 함안군 군북면 |
| 유호리   | 경상북도 청도군 청도읍 경상남도 거제시 장목면 |
| 유흥리   | 전라남도 순천시 승주읍 경상남도 고성군 대가면 |
| 육리     | 전라북도 정읍시 신태인읍 경상남도 합천군 쌍백면 |
| 육곡리   | 충청남도 논산시 가야곡면 |
| 육단리   | 강원특별자치도 철원군 근남면 |
| 육령리   | 충청북도 음성군 금왕읍 |
| 육산리   | 전라남도 완도군 금당면 |
| 육일리   | 경기도 화성시 송산면 |
| 육통리   | 경상북도 경주시 안강읍 |
| 윤내리   | 경상남도 함안군 법수면 |
| 윤암리   | 경상북도 의성군 점곡면 |
| 윤외리   | 경상남도 함안군 법수면 |
| 윤정리   | 충청북도 옥천군 이원면 |
| 윤직리   | 경상북도 상주시 함창읍 |
| 윤촌리   | 경기도 여주시 대신면 |
| 율리     | 울산광역시 울주군 청량읍 충청북도 영동군 용산면 충청북도 증평군 증평읍 충청남도 논산시 광석면 충청남도 서천군 비인면 경상북도 상주시 청리면 경상북도 칠곡군 북삼읍 경상남도 거창군 마리면 |
| 율계리   | 전북특별자치도 고창군 고창읍 전라남도 화순군 이양면 |
| 율곡리   | 경기도 안성시 삼죽면 경기도 파주시 파평면 충청북도 단양군 어상천면 전북특별자치도 완주군 고산면 전라남도 장성군 진원면 경상북도 문경시 영순면 경상북도 상주시 공검면 경상북도 예천군 은풍면 |
| 율극리   | 경기도 여주시 흥천면 |
| 율금리   | 충청남도 천안시 서북구 성환읍 |
| 율길리   | 경기도 가평군 상면 |
| 율능리   | 충청북도 충주시 엄정면 |
| 율대리   | 경상남도 고성군 고성읍 |
| 율도리   | 경상남도 남해군 창선면 |
| 율동리   | 강원특별자치도 횡성군 갑천면 전라남도 해남군 화산면 경상남도 밀양시 삼랑진읍 |
| 율림리   | 전라남도 여수시 돌산읍 경상북도 상주시 화서면 |
| 율목리   | 강원특별자치도 철원군 근북면 충청남도 서산시 음암면 |
| 율문리   | 강원특별자치도 춘천시 신북읍 |
| 율북리   | 경기도 평택시 청북읍 전북특별자치도 순창군 구림면 |
| 율사리   | 충청남도 당진시 면천면 전라남도 곡성군 옥과면 |
| 율산리   | 충청북도 보은군 수한면 경상북도 포항시 북구 기북면 경상남도 의령군 낙서면 |
| 율생리   | 경기도 김포시 대곶면 |
| 율석리   | 경기도 남양주시 와부읍 |
| 율소리   | 전라북도 완주군 봉동읍 |
| 율수리   | 경상북도 문경시 농암면 |
| 율암리   | 경기도 화성시 팔탄면 충청남도 부여군 내산면 |
| 율어리   | 전라남도 보성군 율어면 |
| 율원리   | 충청북도 괴산군 칠성면 경상남도 합천군 덕곡면 |
| 율이리   | 강원특별자치도 철원군 철원읍 |
| 율전리   | 강원특별자치도 홍천군 내면 경상북도 영덕군 지품면 |
| 율정리   | 충청남도 공주시 의당면 |
| 율지리   | 충청북도 괴산군 칠성면 충청북도 제천시 수산면 경상남도 합천군 덕곡면 |
| 율진리   | 경상남도 합천군 율곡면 |
| 율천리   | 전라남도 곡성군 오산면 전라남도 광양시 옥룡면 경상남도 거제시 장목면 |
| 율촌리   | 경기도 여주시 대신면 전라북도 고창군 대산면 전라북도 익산시 황등면 |
| 율치리   | 강원특별자치도 평창군 미탄면 전라남도 고흥군 풍양면 |
| 율티리   | 경상남도 창원시 마산합포구 진전면 |
| 율포리   | 경기도 파주시 적성면 전라남도 보성군 회천면 경상남도 거제시 동부면 |
| 율현리   | 경상북도 예천군 유천면 경상남도 산청군 신등면 |
| 은곡리   | 충청북도 청주시 청원구 내수읍 충청남도 서천군 문산면 충청남도 청양군 장평면 전라남도 보성군 조성면 전라남도 영암군 학산면 |
| 은교리   | 전라북도 완주군 이서면 |
| 은기리   | 경상북도 김천시 어모면 |
| 은대리   | 경기도 연천군 전곡읍 |
| 은덕리   | 전라남도 보성군 겸백면 |
| 은림리   | 경상북도 김천시 감문면 |
| 은봉리   | 경기도 여주시 가남읍 |
| 은사리   | 충청남도 예산군 광시면 전북특별자치도 고창군 고수면 경상남도 사천시 곤명면 |
| 은산리   | 경기도 평택시 진위면 충청남도 부여군 은산면 전북특별자치도 무주군 무풍면 경상북도 예천군 은풍면 |
| 은선리   | 전북특별자치도 정읍시 영원면 |
| 은송리   | 전북특별자치도 남원시 주천면 |
| 은암리   | 충청북도 진천군 초평면 |
| 은용리   | 세종특별자치시 장군면 |
| 은운리   | 충청북도 보은군 회남면 |
| 은월리   | 경상남도 고성군 거류면 |
| 은지리   | 충청남도 천안시 동남구 북면 |
| 은탄리   | 충청북도 진천군 문백면 |
| 은파리   | 전북특별자치도 김제시 광활면 |
| 은편리   | 울산광역시 울주군 두동면 |
| 은포리   | 충청남도 보령시 주교면 |
| 은하리   | 전북특별자치도 완주군 봉동읍 |
| 은행리   | 충청북도 옥천군 군서면 충청북도 청주시 상당구 남일면 |
| 은현리   | 울산광역시 울주군 웅촌면 충청남도 보령시 미산면 |
| 은호리   | 경상북도 경산시 하양읍 |
| 음리     | 대구광역시 달성군 유가면 |
| 음대리   | 충청남도 금산군 남일면 |
| 음양리   | 경기도 화성시 정남면 경상북도 경산시 와촌면 |
| 음지리   | 충청남도 금산군 금산읍 경상북도 의성군 사곡면 경상북도 청도군 청도읍 |
| 음현리   | 경기도 포천시 내촌면 충청남도 보령시 청라면 |
| 읍리     | 충청북도 제천시 청풍면 전라남도 신안군 팔금면 전라남도 완도군 청산면 |
| 읍남리   | 경상북도 울진군 울진읍 |
| 읍내리   | 대구광역시 군위군 의흥면 인천광역시 강화군 교동면 경기도 가평군 가평읍 경기도 연천군 연천읍 경기도 파주시 군내면 강원특별자치도 철원군 김화읍 충청북도 괴산군 청안면 충청북도 음성군 음성읍 충청북도 진천군 진천읍 충청남도 금산군 진산면 충청남도 논산시 노성면 충청남도 보령시 남포면 충청남도 서산시 해미면 충청남도 아산시 신창면 충청남도 예산군 덕산면 충청남도 청양군 청양읍 충청남도 홍성군 결성면 세종특별자치시 전의면 전북특별자치도 고창군 고창읍 전북특별자치도 군산시 임피면 전북특별자치도 무주군 무주읍 전북특별자치도 완주군 고산면 전라남도 곡성군 곡성읍 전라남도 광양시 광양읍 전라남도 신안군 지도읍 전라남도 해남군 해남읍 경상북도 영주시 순흥면 경상북도 울진군 울진읍 경상북도 포항시 남구 장기면 경상남도 하동군 하동읍 |
| 읍덕리   | 경상남도 통영시 사량면 |
| 읍동리   | 전라남도 신안군 안좌면 |
| 읍부리   | 경상북도 예천군 용궁면 |
| 읍상리   | 강원특별자치도 횡성군 횡성읍 |
| 읍애리   | 전라남도 화순군 동복면 |
| 읍천리   | 경상북도 경산시 자인면 경상북도 경주시 양남면 |
| 읍하리   | 강원특별자치도 횡성군 횡성읍 |
| 읍호리   | 전라남도 해남군 현산면 |
| 응령리   | 전라남도 순천시 상사면 |
| 응봉리   | 전라남도 영광군 불갑면 |
| 응암리   | 대구광역시 달성군 구지면 경기도 이천시 부발읍 강원특별자치도 평창군 평창읍 세종특별자치시 연동면 |
| 응용리   | 전라남도 담양군 대전면 |
| 응원리   | 충청남도 천안시 동남구 목천읍 |
| 응추리   | 경상북도 칠곡군 가산면 |
| 응평리   | 충청남도 부여군 초촌면 충청남도 서산시 해미면 |
| 의리     | 경상북도 김천시 아포읍 |
| 의곡리   | 경상북도 문경시 영순면 경상북도 경주시 산내면 |
| 의관리   | 강원특별자치도 원주시 소초면 |
| 의귀리   | 제주특별자치도 서귀포시 남원읍 |
| 의복리   | 전라북도 부안군 계화면 |
| 의산리   | 전라남도 무안군 일로읍 |
| 의송리   | 경상북도 경산시 압량읍 |
| 의식리   | 충청남도 아산시 음봉면 |
| 의암리   | 강원특별자치도 춘천시 신동면 전북특별자치도 완주군 상관면 전라남도 곡성군 삼기면 |
| 의양리   | 경상북도 봉화군 춘양면 |
| 의일리   | 경상북도 안동시 도산면 |
| 의전리   | 경상남도 김해시 진영읍 |
| 의지리   | 충청북도 옥천군 청산면 전라북도 남원시 아영면 |
| 의촌리   | 경상북도 안동시 도산면 |
| 의총리   | 충청남도 금산군 금성면 |
| 의탄리   | 경상남도 함양군 마천면 |
| 의평리   | 충청북도 옥천군 이원면 충청남도 보령시 청라면 |
| 의풍리   | 충청북도 단양군 영춘면 |
| 의항리   | 충청남도 태안군 소원면 전라남도 담양군 창평면 |
| 이리     | 강원특별자치도 양구군 양구읍 충청남도 예산군 삽교읍 이리 경상북도 의성군 가음면 |
| 이가리   | 경상북도 포항시 북구 청하면 |
| 이가팔리 | 경기도 포천시 소흘읍 |
| 이강리   | 인천광역시 강화군 하점면 |
| 이개리   | 경상북도 안동시 서후면 |
| 이곡리   | 부산광역시 기장군 철마면 경기도 가평군 북면 경기도 포천시 소흘읍 강원특별자치도 평창군 평창읍 충청북도 괴산군 사리면 충청남도 공주시 이인면 충청남도 태안군 원북면 전북특별자치도 군산시 옥구읍 전라남도 순천시 낙안면 전라남도 신안군 도초면 경상북도 문경시 산북면 경상남도 진주시 문산읍 |
| 이길리   | 강원특별자치도 철원군 동송읍 |
| 이남리   | 전라남도 강진군 작천면 |
| 이담리   | 충청북도 괴산군 감물면 |
| 이당리   | 경상남도 고성군 고성읍 |
| 이도리   | 전라북도 임실군 임실읍 |
| 이동리   | 전북특별자치도 순창군 동계면 전라남도 보성군 율어면 경상북도 상주시 모동면 |
| 이동교리 | 경기도 포천시 소흘읍 |
| 이두리   | 경상북도 의성군 비안면 |
| 이령리   | 경상남도 함안군 칠북면 |
| 이례리   | 경상북도 구미시 고아읍 |
| 이룡리   | 전북특별자치도 장수군 산서면 경상남도 함안군 칠서면 |
| 이만리   | 전라남도 화순군 청풍면 |
| 이명리   | 경상남도 창원시 마산합포구 진전면 |
| 이목리   | 강원특별자치도 영월군 산솔면 충청북도 청주시 상당구 낭성면 전라남도 신안군 팔금면 전라남도 여수시 화양면 경상북도 문경시 영순면 경상남도 거제시 연초면 경상남도 의령군 용덕면 경상남도 창원시 마산합포구 진북면 |
| 이목정리 | 강원특별자치도 평창군 용평면 |
| 이문리   | 전북특별자치도 완주군 이서면 전라남도 함평군 나산면 경상북도 구미시 선산읍 |
| 이방리   | 경상남도 창녕군 대합면 |
| 이백리   | 충청북도 옥천군 군북면 |
| 이사리   | 충청남도 논산시 광석면 충청남도 서천군 마산면 경상북도 예천군 개포면 |
| 이산리   | 전라남도 무안군 몽탄면 |
| 이상리   | 경상북도 안동시 와룡면 |
| 이석리   | 경기도 광주시 남종면 |
| 이선리   | 경기도 광주시 곤지암읍 |
| 이성리   | 전북특별자치도 완주군 이서면 |
| 이소리   | 경상북도 상주시 화동면 |
| 이송천리 | 경상북도 안동시 서후면 |
| 이식리   | 충청북도 보은군 산외면 |
| 이십곡리 | 전라남도 화순군 화순읍 |
| 이안리   | 경상북도 상주시 이안면 |
| 이양리   | 전라남도 화순군 이양면 |
| 이어리   | 경상남도 남해군 고현면 |
| 이연리   | 경상북도 의성군 단북면 |
| 이원리   | 충청북도 보은군 내북면 충청북도 옥천군 이원면 |
| 이월리   | 전라남도 완도군 소안면 |
| 이은리   | 경상남도 함양군 함양읍 |
| 이읍리   | 전라남도 순천시 송광면 |
| 이인리   | 충청남도 공주시 이인면 전북특별자치도 임실군 임실읍 경상북도 포항시 북구 흥해읍 |
| 이작리   | 인천광역시 옹진군 자월면 |
| 이전리   | 울산광역시 울주군 두동면 경기도 안성시 보개면 전북특별자치도 완주군 비봉면 경상북도 김천시 지례면 경상남도 함양군 안의면 |
| 이조리   | 경상북도 경주시 내남면 |
| 이지리   | 대구광역시 군위군 의흥면 |
| 이진리   | 울산광역시 울주군 온산읍 전라남도 해남군 북평면 |
| 이천리   | 부산광역시 기장군 일광읍 대구광역시 달성군 다사읍 울산광역시 울주군 상북면 경기도 가평군 설악면 경기도 파주시 문산읍 강원특별자치도 삼척시 원덕읍 전라남도 여수시 화양면 전라남도 영암군 신북면 전라남도 화순군 북면 경상북도 상주시 외서면 경상북도 안동시 남선면 경상북도 영덕군 병곡면 경상남도 합천군 가야면 |
| 이촌리   | 경상북도 상주시 외서면 경상북도 청송군 진보면 |
| 이치리   | 경기도 이천시 마장면 |
| 이티리   | 충청남도 예산군 대술면 |
| 이평리   | 경기도 이천시 마장면 강원특별자치도 철원군 동송읍 충청북도 괴산군 청천면 충청북도 보은군 보은읍 충청북도 옥천군 군북면 전라남도 구례군 산동면 경상북도 울진군 기성면 |
| 이포리   | 경기도 여주시 금사면 전라남도 완도군 노화읍 |
| 이하리   | 경상북도 안동시 와룡면 |
| 이현리   | 경기도 안성시 양성면 강원특별자치도 양구군 해안면 경상북도 청송군 부남면 |
| 이호리   | 경기도 여주시 강천면 충청남도 홍성군 서부면 |
| 이화리   | 대구광역시 군위군 우보면 경기도 가평군 가평읍 경기도 화성시 우정읍 충청남도 청양군 대치면 경상북도 상주시 공성면 |
| 이황리   | 경기도 이천시 장호원읍 |
| 이흑암리 | 전라남도 신안군 임자면 |
| 익구리   | 경상남도 의령군 부림면 |
| 익신리   | 전라남도 광양시 광양읍 |
| 인리     | 경기도 안성시 서운면 경상북도 김천시 아포읍 |
| 인경리   | 충청북도 청주시 상당구 낭성면 |
| 인계리   | 전라남도 화순군 이서면 경상북도 안동시 예안면 |
| 인곡리   | 대구광역시 군위군 삼국유사면 충청북도 음성군 맹동면 경상북도 문경시 동로면 경상북도 영덕군 달산면 경상남도 창원시 마산합포구 진동면 경상남도 창원시 마산합포구 진북면 경상남도 합천군 합천읍 |
| 인광리   | 경기도 평택시 현덕면 |
| 인구리   | 강원특별자치도 양양군 현남면 |
| 인금리   | 경상북도 안동시 풍천면 |
| 인담리   | 경상남도 진주시 금곡면 |
| 인덕리   | 경상북도 구미시 산동읍 |
| 인동리   | 전라남도 광양시 광양읍 전라남도 나주시 동강면 경상북도 경주시 강동면 |
| 인람리   | 강원특별자치도 춘천시 사북면 |
| 인량리   | 경상북도 영덕군 창수면 |
| 인보리   | 울산광역시 울주군 두서면 |
| 인비리   | 경상북도 포항시 북구 기계면 |
| 인사리   | 인천광역시 강화군 교동면 |
| 인산리   | 인천광역시 강화군 양도면 충청북도 진천군 덕산읍 충청남도 홍성군 금마면 경상남도 밀양시 청도면 |
| 인서리   | 전라남도 광양시 광양읍 |
| 인성리   | 전북특별자치도 고창군 고수면 제주특별자치도 서귀포시 대정읍 |
| 인수리   | 전라북도 익산시 춘포면 |
| 인안리   | 경상북도 경산시 압량읍 경상북도 고령군 개진면 |
| 인암리   | 전라남도 담양군 가사문학면 전라남도 장흥군 용산면 |
| 인양리   | 충청남도 청양군 청남면 |
| 인월리   | 전북특별자치도 남원시 인월면 |
| 인의리   | 경상북도 김천시 봉산면 |
| 인정리   | 강원특별자치도 고성군 죽왕면 충청북도 옥천군 청산면 |
| 인주리   | 경상북도 포항시 남구 연일읍 |
| 인지리   | 전라남도 진도군 지산면 전라남도 해남군 화원면 경상북도 청송군 현동면 |
| 인차리   | 충청북도 청주시 상당구 가덕면 |
| 인창리   | 경상북도 상주시 공성면 |
| 인천리   | 충청남도 논산시 양촌면 경상북도 영덕군 창수면 |
| 인촌리   | 경상북도 성주군 월항면 |
| 인평리   | 충청남도 태안군 태안읍 경상북도 칠곡군 북삼읍 |
| 인포리   | 충청북도 옥천군 안내면 |
| 인풍리   | 충청남도 공주시 정안면 전북특별자치도 남원시 아영면 |
| 인화리   | 인천광역시 강화군 양사면 전북특별자치도 남원시 사매면 |
| 인후리   | 경기도 이천시 신둔면 |
| 인흥리   | 강원특별자치도 고성군 토성면 경상북도 경산시 남산면 |
| 일리     | 경상남도 창녕군 도천면 |
| 일곡리   | 경상북도 청도군 각남면 |
| 일과리   | 제주특별자치도 서귀포시 대정읍 |
| 일광리   | 경상북도 경산시 용성면 경상북도 포항시 북구 죽장면 |
| 일대리   | 전라북도 남원시 아영면 |
| 일동리   | 경상남도 창원시 의창구 대산면 |
| 일람리   | 충청남도 서산시 성연면 |
| 일물리   | 경상남도 산청군 오부면 |
| 일봉리   | 전라남도 보성군 복내면 |
| 일부리   | 경상북도 경주시 산내면 경상남도 거창군 가조면 경상남도 합천군 삼가면 |
| 일산리   | 경기도 용인시 처인구 모현읍 전라남도 담양군 창평면 |
| 일선리   | 경상북도 구미시 해평면 |
| 일신리   | 경기도 양평군 지평면 충청북도 청주시 청원구 오창읍 전라남도 해남군 황산면 |
| 일심리   | 전라남도 화순군 화순읍 |
| 일암리   | 경상남도 창원시 마산합포구 진전면 |
| 일언리   | 경상북도 경산시 자인면 |
| 일영리   | 경기도 양주시 장흥면 |
| 일원리   | 경상북도 영주시 안정면 |
| 일중리   | 전북특별자치도 임실군 덕치면 |
| 일평리   | 전라남도 해남군 현산면 |
| 임리     | 충청남도 논산시 연산면 전북특별자치도 남원시 운봉읍 전라남도 장흥군 장평면 |
| 임강리   | 경기도 연천군 왕징면 |
| 임계리   | 강원특별자치도 정선군 임계면 충청북도 영동군 영동읍 |
| 임고리   | 경상남도 밀양시 산내면 |
| 임곡리   | 부산광역시 기장군 정관읍 강원특별자치도 강릉시 강동면 충청북도 보은군 마로면 충청북도 음성군 생극면 전라남도 화순군 백아면 경상북도 상주시 화남면 경상북도 영주시 부석면 경상북도 포항시 남구 동해면 경상남도 창원시 마산합포구 진전면 |
| 임기리   | 부산광역시 기장군 철마면 경상북도 봉화군 소천면 |
| 임당리   | 강원특별자치도 양구군 동면 경상북도 청도군 금천면 |
| 임랑리   | 부산광역시 기장군 장안읍 |
| 임병리   | 전라남도 영광군 낙월면 |
| 임북리   | 경상남도 합천군 율곡면 |
| 임불리   | 경상남도 거창군 남상면 |
| 임산리   | 충청북도 영동군 상촌면 |
| 임성리   | 전라남도 무안군 삼향읍 |
| 임수리   | 전라남도 무안군 해제면 |
| 임원리   | 강원특별자치도 삼척시 원덕읍 |
| 임중리   | 경상북도 포항시 남구 장기면 |
| 임진리   | 경기도 파주시 문산읍 |
| 임천리   | 강원특별자치도 양양군 양양읍 전라남도 강진군 강진읍 경상북도 구미시 산동읍 경상북도 김천시 구성면 경상남도 밀양시 삼랑진읍 |
| 임초리   | 경기도 가평군 상면 |
| 임평리   | 전북특별자치도 장수군 계북면 경상북도 김천시 구성면 |
| 임포리   | 경상북도 영천시 북안면 경상남도 남해군 남면 |
| 임하리   | 강원특별자치도 평창군 평창읍 경상북도 안동시 임하면 |
| 임한리   | 충청북도 보은군 탄부면 |
| 임현리   | 충청북도 단양군 어상천면 |
| 임호정리 | 강원특별자치도 양양군 현남면 |
| 임화리   | 충청남도 논산시 양촌면 |
| 입곡리   | 경상남도 함안군 산인면 |
| 입동리   | 충청북도 청주시 청원구 내수읍 충청남도 공주시 신풍면 |
| 입산리   | 경상남도 의령군 부림면 |
| 입상리   | 충청북도 청주시 청원구 내수읍 |
| 입석리   | 경기도 남양주시 수동면 강원특별자치도 횡성군 횡성읍 충청북도 제천시 송학면 충청남도 공주시 유구읍 전북특별자치도 남원시 산내면 전북특별자치도 임실군 운암면 전북특별자치도 정읍시 고부면 전라남도 곡성군 입면 전라남도 담양군 대덕면 전라남도 영광군 영광읍 경상북도 김천시 농소면 경상북도 상주시 화북면 경상북도 영천시 화북면 경상남도 산청군 단성면 경상남도 하동군 악양면 |
| 입실리   | 경상북도 경주시 외동읍 |
| 입암리   | 울산광역시 울주군 범서읍 경기도 양주시 남면 강원특별자치도 양양군 현남면 충청북도 괴산군 소수면 충청남도 계룡시 두마면 전북특별자치도 남원시 금지면 전북특별자치도 남원시 대강면 전라남도 영광군 법성면 경상북도 예천군 개포면 경상북도 의성군 옥산면 경상북도 포항시 남구 동해면 경상북도 포항시 북구 죽장면 |
| 입점리   | 전북특별자치도 익산시 웅포면 |
| 입천리   | 경상북도 경주시 문무대왕면 |
| 입침리   | 충청남도 예산군 응봉면 |
| 입탄리   | 강원특별자치도 평창군 평창읍 |
| 입포리   | 충청남도 부여군 양화면 |
| 입현리   | 경상남도 남해군 남해읍 |

## 같이 보기
- 대한민국의 행정 구역 목록